# Đồng Hỷ (huyện)
Đồng Hỷ là một huyện nằm ở phía đông bắc tỉnh Thái Nguyên, Việt Nam. Trụ sở Bộ Tư lệnh Quân khu 1 đóng trên địa bàn huyện.

## Địa lý
Huyện Đồng Hỷ nằm ở phía đông bắc của tỉnh Thái Nguyên, nằm cách thành phố Thái Nguyên khoảng 23 km, cách trung tâm thủ đô Hà Nội khoảng 104 km, có vị trí địa lý:
- Phía đông giáp huyện Võ Nhai và huyện Yên Thế, tỉnh Bắc Giang
- Phía tây giáp huyện Phú Lương
- Phía nam giáp thành phố Thái Nguyên và huyện Phú Bình
- Phía bắc giáp huyện Chợ Mới, tỉnh Bắc Kạn.

Huyện Đồng Hỷ có diện tích 427,73 km², dân số của huyện tính đến ngày 1 tháng 4, năm 2019 là  92.421 người, mật độ dân số đạt 216,1 người/km².
Huyện Đồng Hỷ là trung tâm quân sự của 6 tỉnh phía Bắc (Thái Nguyên, Bắc Ninh, Bắc Giang, Bắc Kạn, Lạng Sơn, Cao Bằng) với trụ sở Quân khu 1 đóng trên địa bàn.
Huyện Đồng Hỷ có vị trí thuận lợi nằm sát với thành phố Thái Nguyên, trung tâm chính trị, văn hóa của tỉnh Thái Nguyên.

### Tài nguyên khoáng sản
Huyện Đồng Hỷ có nguồn tài nguyên khoáng sản phong phú như quặng sắt ở Mỏ sắt Trại Cau. Khai thác núi đá vôi ở Mỏ đá Núi Voi và rất nhiều các mỏ khai thác đá vôi khác nằm trên địa bàn huyện Đồng Hỷ.

### Dân cư – dân tộc – tôn giáo

#### Dân cư – dân tộc
| Năm            | 2005    | 2006    | 2007    | 2008    | 2009    | 2010    | 2011    | 2013    | 2015    | 2017    | 2019   |
| Dân số (người) | 122.536 | 124.722 | 126.453 | 114.608 | 118.216 | 122.038 | 125.000 | 126.538 | 128.103 | 130.407 | 92.421 |

Năm 2005, dân số huyện là 122.536 người với gần 28.000 hộ dân.
Tính đến tháng 12 năm 2006, huyện Đồng Hỷ có số dân là 124.722 người bao gồm 28.741 hộ dân, trong đó dân tộc Kinh chiếm 63,3%, Nùng 13,2%, Dao 4,4%, Tày 2,5%, Hmông khoảng 1,6%, còn lại các dân tộc khác chiếm 4,74%. Dân số nông thôn chiếm 56,29%, dân số thành thị chiếm 13,71%, số người trong độ tuổi lao động chiếm 42% trong đó lao động nông nghiệp chiếm 73,5%.
Tốc độ tăng trưởng dân số của huyện Đồng Hỷ ở thập kỷ cuối của thế kỷ XX có xu thế giảm dần: năm 1991 là 2,09%, năm 1995 là 2%, năm 1998 là 1,86%.
Mật độ dân số của huyện là 215 người/km² (mật độ dân số toàn tỉnh là 303 người/km²). Phân bố dân cư trên lãnh thổ huyện Đồng Hỷ không đồng đều, có sự chênh lệch tương đối lớn, cao nhất là thị trấn Chùa Hang với mật độ cư trú là 2.996 người/km², thấp nhất là xã Hợp Tiến với mật độ cư trú là 53 người/km².
Dân cư huyện Đồng Hỷ bao gồm nhiều bộ phận hợp thành. Một bộ phận là dân bản địa, có mặt từ lâu đời. Một phần là dân phu được tuyển mộ từ các tỉnh đồng bằng Bắc Bộ đến làm trong các đồn điền, hầm mỏ của các chủ người Pháp, người Việt ở cuối thế kỷ XIX và đầu thế kỷ XX. Một bộ phận dân của các tỉnh Nam Định, Hà Nam, Hưng Yên, Thái Bình,... ở thập kỷ 60 và 70 của thế kỷ XX được vận động lên huyện Đồng Hỷ tham gia phát triển kinh tế văn hóa. Cùng thời gian này, Nhà nước mở nhiều công trường, xí nghiệp, nông trường trên địa bàn huyện, hàng ngàn người ở khắp các miền đất nước đã về đây để lao động xây dựng cơ sở vật chất, kỹ thuật cho Chủ nghĩa xã hội.
Từ cuối thập kỷ 70 của thế kỷ XX, tình hình biên giới phía Bắc có những diễn biến phức tạp, gần 2.000 đồng bào Hmông từ các tỉnh biên giới đã di chuyển về huyện Đồng Hỷ để làm ăn và sinh sống. Đây là tộc người di chuyển đến huyện Đồng Hỷ muộn nhất.
Trong huyện Đồng Hỷ có tổng cộng 8 dân tộc anh em cùng sinh sống, tuy có những phong tục, tập quán khác nhau nhưng có mối quan hệ đoàn kết gắn bó, cùng nhau chung sức để xây dựng huyện Đồng Hỷ ngày càng giàu đẹp.
Năm 2007, dân số huyện có tổng cộng là 126.453 người với 29.306 hộ dân.
Năm 2008, do điều chỉnh địa giới hành chính, dân số huyện còn lại 114.608 người cùng với trên 27.000 hộ dân.
Năm 2009, dân số huyện là 118.216 người gồm 27.712 hộ dân.
Năm 2010, dân số huyện Đồng Hỷ có tổng 122.038 người với 28.317 hộ dân.
Đến ngày 1 tháng 4 năm 2011, tổng cục thống kê dân số tỉnh Thái Nguyên đã quyết định công bố dân số huyện Đồng Hỷ là 125.000 người và có gần 29.000 hộ dân.
Năm 2013, dân số toàn huyện Đồng Hỷ là 126.538 người với tổng 29.412 hộ dân.
Năm 2015, dân số huyện là 128.103 người với tổng trên 30.000 hộ dân.
Đầu năm 2017, dân số huyện Đồng Hỷ có tổng cộng là 130.407 người với tổng cộng 31.408 hộ dân.
Tháng 9 năm 2017, huyện Đồng Hỷ gặp biến động rất lớn về hành chính do bị điều chỉnh địa giới, dân số huyện Đồng Hỷ đã giảm mạnh còn lại 88.439 người với trên 23.000 hộ dân.
Tính đến ngày 1 tháng 4 năm 2019, dân số huyện Đồng Hỷ có tổng cộng là 92.421 người với gần 24.000 hộ dân, xếp thứ 6 trong toàn tỉnh, chỉ đông hơn huyện Định Hóa, thành phố Sông Công và huyện Võ Nhai.

#### Tôn giáo
Về tôn giáo, bao gồm các loại tôn giáo phổ biến như: Phật giáo, Thiên Chúa giáo, Công giáo và Tin Lành,...

### Khí hậu
Huyện Đồng Hỷ mang những nét chung của khí hậu vùng đông bắc Việt Nam, thuộc miền khí hậu cận nhiệt đới ẩm, có mùa đông lạnh giá, ít mưa, mùa hè nóng ẩm mưa nhiều. Khí hậu của huyện Đồng Hỷ chia làm 4 mùa: xuân, hạ, thu, đông và nằm trong vùng ấm của tỉnh, có lượng mưa trung bình khá lớn.
Khí hậu được hình thành từ một nền nhiệt cao của đới chí tuyến và sự thay thế của các hoàn lưu lớn theo mùa, chúng kết hợp với địa hình đã tạo nên khí hậu nóng ẩm, mưa mùa, có mùa đông lạnh và thất thường trong năm.
Nhiệt độ trung bình hàng năm của huyện Đồng Hỷ là 22 °C. Vào mùa hè, thời tiết nóng bức, nhiệt độ trung bình khoảng từ 25–27 °C, mùa đông chịu ảnh hưởng của hơn 20 đợt gió mùa Đông Bắc, mỗi đợt kéo dài từ 2–5 ngày, tiết trời giá lạnh, ít mưa, nhiệt độ dao động từ 12–15 °C, có năm thấp xuống dưới 10 °C, xuất hiện sương muối. Ba tháng nhiệt độ lạnh nhất trong năm là tháng 12, tháng 1 và tháng 2 nhiệt độ trung bình dưới 17 °C.
Lượng mưa trung bình hàng năm từ 1500 mm đến 2200 mm; chế độ mưa chủ yếu phụ thuộc vào hoàn lưu mùa. Mùa mưa trùng với mùa nóng kéo dài từ tháng 4 đến tháng 10 chiếm từ 85–90% lượng mưa trong năm. Mùa ít mưa trùng với mùa lạnh, diễn ra từ tháng 11 đến tháng 3 với lượng mưa từ 200–400 mm, bằng 10–15% lượng mưa của cả năm.
| Dữ liệu khí hậu của huyện Đồng Hỷ                            | Dữ liệu khí hậu của huyện Đồng Hỷ | Dữ liệu khí hậu của huyện Đồng Hỷ | Dữ liệu khí hậu của huyện Đồng Hỷ | Dữ liệu khí hậu của huyện Đồng Hỷ | Dữ liệu khí hậu của huyện Đồng Hỷ | Dữ liệu khí hậu của huyện Đồng Hỷ | Dữ liệu khí hậu của huyện Đồng Hỷ | Dữ liệu khí hậu của huyện Đồng Hỷ | Dữ liệu khí hậu của huyện Đồng Hỷ | Dữ liệu khí hậu của huyện Đồng Hỷ | Dữ liệu khí hậu của huyện Đồng Hỷ | Dữ liệu khí hậu của huyện Đồng Hỷ | Dữ liệu khí hậu của huyện Đồng Hỷ |
| Tháng                                                        | 1                                 | 2                                 | 3                                 | 4                                 | 5                                 | 6                                 | 7                                 | 8                                 | 9                                 | 10                                | 11                                | 12                                | Năm                               |
| ------------------------------------------------------------ | --------------------------------- | --------------------------------- | --------------------------------- | --------------------------------- | --------------------------------- | --------------------------------- | --------------------------------- | --------------------------------- | --------------------------------- | --------------------------------- | --------------------------------- | --------------------------------- | --------------------------------- |
| Cao kỉ lục °C (°F)                                           | 31.1 (88.0)                       | 40.7 (105.3)                      | 35.7 (96.3)                       | 37.7 (99.9)                       | 39.4 (102.9)                      | 39.5 (103.1)                      | 38.8 (101.8)                      | 38.4 (101.1)                      | 37.4 (99.3)                       | 34.9 (94.8)                       | 34.0 (93.2)                       | 30.6 (87.1)                       | 40.7 (105.3)                      |
| Trung bình ngày tối đa °C (°F)                               | 19.7 (67.5)                       | 20.2 (68.4)                       | 22.8 (73.0)                       | 27.0 (80.6)                       | 31.3 (88.3)                       | 32.6 (90.7)                       | 32.8 (91.0)                       | 32.4 (90.3)                       | 31.7 (89.1)                       | 29.1 (84.4)                       | 25.6 (78.1)                       | 22.2 (72.0)                       | 27.3 (81.1)                       |
| Trung bình ngày °C (°F)                                      | 16.0 (60.8)                       | 17.0 (62.6)                       | 19.8 (67.6)                       | 23.6 (74.5)                       | 27.1 (80.8)                       | 28.4 (83.1)                       | 28.6 (83.5)                       | 28.1 (82.6)                       | 27.1 (80.8)                       | 24.5 (76.1)                       | 20.9 (69.6)                       | 17.6 (63.7)                       | 23.2 (73.8)                       |
| Tối thiểu trung bình ngày °C (°F)                            | 13.6 (56.5)                       | 14.9 (58.8)                       | 17.8 (64.0)                       | 21.3 (70.3)                       | 24.0 (75.2)                       | 25.4 (77.7)                       | 25.5 (77.9)                       | 25.2 (77.4)                       | 24.1 (75.4)                       | 21.3 (70.3)                       | 17.6 (63.7)                       | 14.6 (58.3)                       | 20.4 (68.7)                       |
| Thấp kỉ lục °C (°F)                                          | 3.0 (37.4)                        | 1.3 (34.3)                        | 6.1 (43.0)                        | 12.6 (54.7)                       | 16.4 (61.5)                       | 19.7 (67.5)                       | 20.5 (68.9)                       | 21.7 (71.1)                       | 16.3 (61.3)                       | 10.2 (50.4)                       | 7.2 (45.0)                        | 3.2 (37.8)                        | 1.3 (34.3)                        |
| Lượng Giáng thủy trung bình mm (inches)                      | 25 (1.0)                          | 35 (1.4)                          | 62 (2.4)                          | 121 (4.8)                         | 232 (9.1)                         | 338 (13.3)                        | 410 (16.1)                        | 347 (13.7)                        | 237 (9.3)                         | 146 (5.7)                         | 49 (1.9)                          | 24 (0.9)                          | 2.025 (79.7)                      |
| Số ngày giáng thủy trung bình                                | 10.4                              | 12.4                              | 17.8                              | 17.5                              | 15.3                              | 17.0                              | 17.7                              | 18.1                              | 13.5                              | 10.7                              | 7.3                               | 5.7                               | 163.5                             |
| Độ ẩm tương đối trung bình (%)                               | 79.7                              | 81.3                              | 85.1                              | 85.8                              | 82.0                              | 82.8                              | 83.6                              | 85.1                              | 82.5                              | 80.1                              | 77.7                              | 76.9                              | 81.9                              |
| Số giờ nắng trung bình tháng                                 | 69                                | 46                                | 46                                | 80                                | 170                               | 164                               | 189                               | 184                               | 192                               | 174                               | 147                               | 125                               | 1.585                             |
| Nguồn: Vietnam Institute for Building Science and Technology |                                   |                                   |                                   |                                   |                                   |                                   |                                   |                                   |                                   |                                   |                                   |                                   |                                   |

### Sông ngòi
Trên địa bàn huyện Đồng Hỷ có hai con sông chính. Sông Cầu là dòng chảy chính của sông Thái Bình, bắt nguồn từ phía bắc ở núi Phia Boóc, bản Văn Ôn, xã Phương Viên, huyện Chợ Đồn, tỉnh Bắc Kạn với độ cao trên 1200 m, chảy qua các huyện: Bạch Thông, Phú Lương, Võ Nhai. Đến địa phận huyện Đồng Hỷ, sông chảy qua các xã: Văn Lăng, Hòa Bình, Minh Lập, Hóa Thượng và chảy qua thành phố Thái Nguyên, huyện Phú Bình, thị xã Phổ Yên sang tỉnh Bắc Ninh. Sông Cầu có lưu lượng nước lớn, trung bình khoảng 135m²/năm, chế độ nước phù hợp với chế độ mưa. Mùa mưa đồng thời là mùa lũ kéo dài từ tháng 5 cho đến tháng 10 hàng năm. Mùa kiệt phù hợp với mùa khô, từ tháng 11 đến tháng 4 hàng năm. Sông Linh Nham là sông nhỏ hay còn là phụ lưu của dòng sông Cầu, chảy từ xã Khe Mo qua xã Hóa Trung và thành phố Thái Nguyên, hợp lưu với sông Cầu ở thành phố Thái Nguyên.

### Địa hình

Bản đồ địa hình, địa mạo tỉnh Thái Nguyên năm 2008, được trích trong sách Địa lí tỉnh Thái Nguyên lớp 9, năm 2008

Địa hình của huyện Đồng Hỷ rất phức tạp, có sự thay đổi rất rõ rệt địa hình tại hai vùng: phía Bắc và phía Đông Bắc (bao gồm những xã sau: Văn Lăng, Tân Long, Văn Hán và Cây Thị,...) là vùng núi thấp, độ cao trung bình của địa hình là khoảng từ 500 cho đến 600 m; phía Nam và phía Tây Nam (bao gồm những xã sau: Hóa Thượng, Nam Hòa, Tân Lợi,...) là vùng trung du có địa hình thấp, độ cao trung bình của địa hình là dưới 100m.

## Hành chính
Huyện Đồng Hỷ có 15 đơn vị hành chính trực thuộc, bao gồm 3 thị trấn: Hóa Thượng (huyện lỵ), Sông Cầu, Trại Cau và 11 xã: Cây Thị, Hóa Trung, Hòa Bình, Hợp Tiến, Khe Mo, Minh Lập, Nam Hòa, Quang Sơn, Tân Long, Văn Hán, Văn Lăng.
| \| Tên \| Diện tích (km²)[15] \| Dân số (người)[15] \| Mật độ dân số (người/km²)[15] \| \| ------------ \| ------------------- \| ------------------ \| ----------------------------- \| \| Tổng số \| 427,73 \| 89.515 \| 208 \| \| Thị trấn (3) \| \| \| \| \| Hóa Thượng \| 13,38 \| [16] 13.871 \| 1.037 \| \| Sông Cầu \| 10,47 \| 3.627 \| 346 \| \| Trại Cau \| 26,56 \| 9.000 \| 858 \| \| Xã (11) \| \| \| \| \| Văn Lăng \| 64,16 \| 4.930 \| 77 \| \| Tân Long \| 41,14 \| 5.700 \| 139 \| \| Hòa Bình \| 12,45 \| 2.879 \| 231 \| \| Quang Sơn \| 14,02 \| 3.226 \| 230 \| \| Minh Lập \| 18,26 \| 6.872 \| 376 \| \| Văn Hán \| 65,47 \| 10.309 \| 157 \| \| Khe Mo \| 30,17 \| 7.032 \| 233 \| \| Cây Thị \| 40,55 \| 3.301 \| 81 \| \| Hóa Trung \| 11,89 \| 4.460 \| 375 \| \| Hợp Tiến \| 54,43 \| 6.179 \| 114 \| \| Nam Hòa \| 24,78 \| 10.081 \| 407 \| |                 |                |                           |
| Tên | Diện tích (km²) | Dân số (người) | Mật độ dân số (người/km²) |
| Tổng số | 427,73          | 89.515         | 208                       |
| Thị trấn (3) |                 |                |                           |
| Hóa Thượng | 13,38           | 13.871         | 1.037                     |
| Sông Cầu | 10,47           | 3.627          | 346                       |
| Trại Cau | 26,56           | 9.000          | 858                       |
| Xã (11) |                 |                |                           |
| Văn Lăng | 64,16           | 4.930          | 77                        |
| Tân Long | 41,14           | 5.700          | 139                       |
| Hòa Bình | 12,45           | 2.879          | 231                       |
| Quang Sơn | 14,02           | 3.226          | 230                       |
| Minh Lập | 18,26           | 6.872          | 376                       |
| Văn Hán | 65,47           | 10.309         | 157                       |
| Khe Mo | 30,17           | 7.032          | 233                       |
| Cây Thị | 40,55           | 3.301          | 81                        |
| Hóa Trung | 11,89           | 4.460          | 375                       |
| Hợp Tiến | 54,43           | 6.179          | 114                       |
| Nam Hòa | 24,78           | 10.081         | 407                       |

## Lịch sử
Huyện Đồng Hỷ được đặt từ thời nhà Trần. Năm 1469, dưới triều vua Lê Thánh Tông đổi thành Đồng Hỷ; sau đổi là huyện Đồng Gia, rồi lại đổi thành Đồng Hỷ; là một trong 7 châu, huyện thuộc phủ Phú Bình, xứ Thái Nguyên. Trong thời nhà Nguyễn (TK XIX), huyện Đồng Hỷ gồm: 9 tổng, 33 xã, thôn, trang, phường; huyện lỵ đặt ở xã Huống Thượng.
- Tổng Túc Duyên có 6 xã, 1 trang, 1 thôn, 1 phường: xã Túc Duyên, xã Đồng Mỗ, xã Phù Liễn, xã Thịnh Đán, xã Sa Kiệt, xã Lưu Xá, trang Mỗ Thượng, thôn Xuân Quang, phường Đồng Hòa.
- Tổng Niệm Quang có 3 xã: Niệm Quang, Tích Mễ, Bá Xuyên.
- Tổng Huống Thượng có 4 xã, 1 phường: Huống Thượng, Linh Nham, Phổ Lý, Đồng Bẩm và phường Huống Thượng (thủy cơ).
- Tổng Đồng Bang có 4 xã: Đồng Bang, Cam Giá, Nam Ký, Vân Hán.
- Tổng Hóa Thượng có 3 xã: Hóa Thượng, Hóa Trung, Quang Vinh.
- Tổng Văn Lăng có 4 xã: Vân Lăng, Đặc Kiệt, Sa Lung và Cúc Đường.
- Tổng Thượng Nùng có 2 xã: Thượng Nùng, Thần Sa.
- Tổng Linh Sơn có xã Linh Sơn và thôn La Hiên.
- Tổng Minh Lý có xã Minh Lý.

So với các huyện khác trong tỉnh Thái Nguyên, Đồng Hỷ luôn xáo động về địa giới hành chính, nhất là ở thế kỷ XX mà nửa cuối thế kỷ này gần như thập kỷ nào cũng có biến động.
Năm 1901, chính quyền thực dân Pháp cùng với việc điều chỉnh địa giới cấp tỉnh, bỏ cấp phủ, đặt cấp châu, huyện trực thuộc tỉnh đã cắt đất 3 tổng Văn Lăng, Thượng Nùng (nay là Thượng Nung), Linh Sơn về châu Võ Nhai. Tách xã Thịnh Đán, Sa Kiệt (Sa Kệ – Sa Cạt) khỏi tổng Túc Duyên để thành lập tổng Thịnh Đán. Đổi tổng Đồng Bang thành tổng Cam Giá, tách xã Lưu Xá của tổng Túc Duyên về tổng Cam Giá, tách xã Văn Hán khỏi tổng Cam Giá để thành lập tổng mới Văn Hán. Như vậy, ở đầu thế kỷ XX Đồng Hỷ còn 7 tổng là Túc Duyên, Thịnh Đán, Niệm Cuông (Niệm Quang), Hóa Thượng, Cam Giá, Huống Thượng và Vân Hán.
Kể từ năm Gia Long thứ 12 (1813), thành trấn Thái Nguyên (cũng là trấn lỵ, từ 1831 là tỉnh lỵ) được đặt ở làng Đồng Mỗ huyện Đồng Hỷ; dinh tuần phủ Thái Nguyên cũng đặt ở Đồng Mỗ (nay là đất phường Trưng Vương); huyện lỵ Đồng Hỷ ở xã Huống Thượng, đầu thế kỷ XX mới chuyển lên Đồng Mỗ. Cách mạng Tháng Tám thành công (1945), thị xã Thái Nguyên chính thức trở thành một đơn vị hành chính, chính quyền cách mạng của thị xã ra đời – đô thị tỉnh lỵ Thái Nguyên mới trở thành thị xã tỉnh lỵ Thái Nguyên, tách ra khỏi huyện Đồng Hỷ.
Năm 1957, theo quyết định của Thủ tướng Chính phủ, xã Mỏ Sắt thuộc huyện Yên Thế, tỉnh Bắc Giang chuyển giao về huyện Đồng Hỷ (xã Mỏ Sắt sau đổi là xã Hợp Tiến). Huyện Đồng Hỷ có 28 xã: Hợp Tiến, Cây Thị, Nam Hòa, Huống Thượng, Văn Hán, Minh Lập, Khe Mo, Linh Sơn, Cao Ngạn, Hóa Thượng, Hóa Trung, Tân Lợi, Phúc Hà, Thịnh Đán, Phúc Xuân, Phúc Trìu, Tân Cương, Thịnh Đức, Tích Lương, Tân Quang, Bá Xuyên, Bình Sơn, Quang Vinh, Đồng Bẩm, Đồng Quang, Túc Duyên, Gia Sàng và Cam Giá.
Năm 1958, Chính phủ quyết định lấy một phần đất của các xã Đồng Bẩm, Cao Ngạn, Hóa Thượng để thành lập thị trấn Núi Voi và tiểu khu Chiến Thắng trực thuộc thị xã Thái Nguyên.
Ngày 19 tháng 10 năm 1962, Hội đồng Chính phủ ra Quyết định 114-CP về việc thành lập thành phố Thái Nguyên và thị trấn Trại Cau. Thực hiện Quyết định này, Đồng Hỷ chuyển giao về thành phố Thái Nguyên 6 xã là: Cam Giá, Gia Sàng, Túc Duyên, Quang Vinh, Đồng Bẩm, Đồng Quang (trừ xóm Kiến Ninh, Phú Thái và Yên Lập sáp nhập vào xã Thịnh Đán) và cắt ba xóm Thái Thông, Đoàn Kết, Thác Ngạc của xã Tân Lợi để thành lập thị trấn Trại Cau trực thuộc thành phố Thái Nguyên.
Huyện Đồng Hỷ còn lại 22 xã: Bá Xuyên, Bình Sơn, Cao Ngạn, Cây Thị, Hóa Thượng, Hóa Trung, Hợp Tiến, Huống Thượng, Khe Mo, Linh Sơn, Minh Lập, Nam Hòa, Phúc Hà, Phúc Trìu, Phúc Xuân, Tân Cương, Tân Lợi, Tân Quang, Thịnh Đán, Thịnh Đức, Tích Lương và Văn Hán.
Năm 1965, Quốc hội ban hành quyết định sáp nhập 2 tỉnh Thái Nguyên và Bắc Kạn thành tỉnh Bắc Thái, huyện Đồng Hỷ thuộc tỉnh Bắc Thái.
Ngày 27 tháng 10 năm 1967, thành lập thị trấn nông trường Sông Cầu.
Ngày 21 tháng 10 năm 1982, huyện tiếp nhận lại thị trấn Trại Cau từ thành phố Thái Nguyên.
Ngày 1 tháng 10 năm 1983, sáp nhập xã Phúc Thọ (xã có nhiều diện tích đất đai bị chìm trong lòng Hồ Núi Cốc) thuộc huyện Đại Từ, các xóm Tân Thắng, Đồng Đẳng của xã Phúc Thuận thuộc huyện Phổ Yên và xóm Yên Ninh của xã Phúc Trìu thành xã Phúc Tân.
Ngày 2 tháng 4 năm 1985, Hội đồng Bộ trưởng ra Quyết định số 102-HĐBT. Theo đó, chuyển 7 xã: Phúc Hà, Phúc Xuân, Phúc Trìu, Tân Cương, Thịnh Đức, Thịnh Đán và Tích Lương về thành phố Thái Nguyên; chuyển 4 xã: Bá Xuyên, Bình Sơn, Phúc Tân và Tân Quang về huyện Phổ Yên; chuyển xã Đồng Bẩm và 2 phường Chiến Thắng, Núi Voi thuộc thành phố Thái Nguyên, 4 xã: Tân Long, Văn Lăng, Hòa Bình và Quang Sơn thuộc huyện Võ Nhai về huyện Đồng Hỷ. Đồng thời, sáp nhập 2 phường Chiến Thắng và Núi Voi để thành lập thị trấn Chùa Hang (thị trấn huyện lỵ huyện Đồng Hỷ).
Ngày 6 tháng 11 năm 1996, tỉnh Thái Nguyên được tái lập từ tỉnh Bắc Thái, huyện Đồng Hỷ thuộc tỉnh Thái Nguyên, bao gồm 3 thị trấn: Chùa Hang, Trại Cau, thị trấn nông trường Sông Cầu và 17 xã: Cao Ngạn, Cây Thị, Đồng Bẩm, Hòa Bình, Hóa Thượng, Hóa Trung, Hợp Tiến, Huống Thượng, Khe Mo, Linh Sơn, Minh Lập, Nam Hòa, Quang Sơn, Tân Lợi, Tân Long, Văn Hán, Văn Lăng.
Ngày 31 tháng 7 năm 2008, Chính phủ ra Nghị định số 84/2008-CP về việc điều chỉnh địa giới huyện Đồng Hỷ để mở rộng thành phố Thái Nguyên, chuyển 2 xã Cao Ngạn và Đồng Bẩm về thành phố Thái Nguyên quản lý.
Ngày 13 tháng 1 năm 2011, Chính phủ ra Nghị quyết số 05/NQ-CP về giải thể, điều chỉnh địa giới để thành lập các phường, thị trấn trên địa bàn tỉnh Thái Nguyên. Theo đó, thành lập thị trấn Sông Cầu trên cơ sở giải thể thị trấn nông trường Sông Cầu.
Ngày 18 tháng 8 năm 2017, chuyển thị trấn Chùa Hang và 2 xã Linh Sơn, Huống Thượng về thành phố Thái Nguyên quản lý. Huyện Đồng Hỷ còn lại 2 thị trấn và 13 xã. Huyện lỵ được dời về xã Hóa Thượng và gần trụ sở Bộ tư lệnh Quân khu 1.
Ngày 10 tháng 4 năm 2023, chuyển xã Hóa Thượng thành thị trấn Hóa Thượng, thị trấn huyện lỵ huyện Đồng Hỷ.
Ngày 1 tháng 12 năm 2024, sáp nhập xã Tân Lợi vào thị trấn Trại Cau.
Huyện Đồng Hỷ có 3 thị trấn và 11 xã như hiện nay.

## Kinh tế – xã hội

### Kinh tế
Từ năm 1986 trở về trước, Đồng Hỷ là một huyện có nền kinh tế thuần nông, với thành phần kinh tế tập thể là chủ yếu. Trong nông nghiệp, cây lương thực (bao gồm lúa và hoa màu) chiếm vị trí hàng đầu, kế đến là cây chè. Đời sống nhân dân còn nhiều khó khăn, bình quân lương thực 142 kg/1 người/1 năm (cả màu). Sau năm 1987, nhờ có đường lối đổi mới, kinh tế huyện Đồng Hỷ có bước phát triển đa dạng, phong phú và có tốc độ tăng trưởng kinh tế cao.
Năm 2000, nông – lâm – thủy sản chiếm tỷ lệ 31,9%; thương mại – dịch vụ chiếm 42,6%; công nghiệp – xây dưng chiếm 25,5%. Năm 2006 có sự biến đổi tỷ lệ tương ứng như sau: nông – lâm – thủy sản chiếm tỷ lệ 24,8%; thương mại – dịch vụ chiếm 39,1%; công nghiệp – xây dưng chiếm 36,9%. Tốc độ tăng trưởng kinh tế năm 2000 là 7,1% đến năm 2006 đạt 10,6%. Bình quân trong 5 năm (kể từ năm 2002 cho đến năm 2006) mỗi năm đạt 10,2%.
Năm 2012, thu ngân sách huyện đạt 747,8 tỷ đồng, xếp thứ 4 toàn tỉnh.
Năm 2017, thu ngân sách huyện đạt 1.095 tỷ đồng, tăng 23% so với năm 2016. Trong đó:
– Giá trị sản xuất đạt 660,3 tỷ đồng.
Năm 2018, huyện Đồng Hỷ đạt các chỉ tiêu kinh tế như sau: Tốc độ tăng trưởng của các ngành sản xuất năm 2018 đạt 14,46% với thu ngân sách đạt trên 1.528 tỷ đồng nhờ thu hút các vốn đầu tư. Trong đó:
– Giá trị sản xuất ngành dịch vụ (theo giá so sánh 2010) đạt 1.981 tỷ đồng.
– Giá trị sản xuất ngành công nghiệp – xây dựng (theo giá so sánh 2010) đạt 2.215 tỷ đồng.
– Giá trị sản xuất nông, công nghiệp địa phương (theo giá so sánh 2010) đạt 1.231 tỷ đồng.
– Giá trị thu hút nguồn vốn đầu tư đạt trên 1.400 tỷ đồng.
Năm 2019, tổng thu ngân sách huyện là 1.633,3 tỷ đồng. Trong đó, ngân sách phải nộp cho nhà nước là 847,6 tỷ đồng.
Tính đến 6 tháng đầu năm năm 2020, thu ngân sách huyện Đồng Hỷ đạt 1.916 tỷ đồng.
Huyện Đồng Hỷ có vị trí địa lý thuận lợi, phần lớn là tiếp giáp với thành phố Thái Nguyên. Huyện cũng thuộc vùng có nguồn tài nguyên khoáng sản lớn của tỉnh Thái Nguyên, có nhiều mỏ đá và mỏ sắt trên địa bàn. Ngoài ra thành phố còn có tiềm năng lớn để phát triển du lịch, với khu du lịch hoa tam giác mạch Bản Tèn,... các di tích lịch sử, cách mạng. Huyện Đồng Hỷ có một lượng lớn đội ngũ cán bộ, công nhân có kinh nghiệm, năng lực, trình độ cao và có nhiều nhà máy, xí nghiệp, công ty, doanh nghiệp trên địa bàn, đáp ứng yêu cầu phát triển, kích cầu kinh tế của huyện.
Huyện Đồng Hỷ đã và đang có những chế độ ưu đãi đối với các doanh nghiệp trong và ngoài nước đầu tư vào địa phương. Nhằm cải thiện môi trường đầu tư, UBND huyện đã tích cực cải tiến các thủ tục hành chính, tạo điều kiện thuận lợi nhất cho các nhà đầu tư tham gia đầu tư tại huyện theo nguyên tắc "1 cửa", giảm thiểu thời gian khi nhà đầu tư làm thủ tục hành chính để tiến hành đầu tư hoặc kinh doanh tại huyện.

#### Công nghiệp và tiểu thủ công nghiệp
Từ năm 2000, Đồng Hỷ tập trung chuyển đổi cơ cấu kinh tế, trên cơ sở xác định 4 cụm công nghiệp chính, phù hợp với tiềm năng thế mạnh của từng vùng, động viên, khuyến khích được nhiều thành phần kinh tế đầu tiên cho sản xuất. Nghề truyền thống được duy trì và phát triển; tạo thêm nghề mới, sản phẩm làm ra đáp ứng đủ nhu cầu thị trường.
Năm 2005, trên địa bàn huyện có 11 doanh nghiệp nhà nước, hầu hết đã cổ phần hóa, sản xuất kinh doanh có hiệu quả. Toàn huyện có tổng 64 hợp tác xã, tổ hợp (cũng đã được chuyển đổi), hoạt động sản xuất kinh doanh trên nhiều lĩnh vực.
Tỷ trọng giá trị sản xuất công nghiệp, thủ công nghiệp tăng từ 25,5% năm 200 lên đến 34,7% năm 2006, đa cơ cấu của huyện từ "Nông, lâm nghiệp – công nghiệp – dịch vụ" (năm 2000) sang cơ cấu "Công nghiệp, tiểu thủ công nghiệp – Nông lâm nghiệp – dịch vụ" (năm 2006) với tỷ lệ tương ứng 36,9% – 24,0% và 39,1%. Tốc độ tăng trưởng giai đoạn 2002–2006 của ngành công nghiệp, tiểu thủ công nghiệp bình quân đạt 17,4%/năm.

#### Nông nghiệp
Nông nghiệp là một trong hai ngành sản xuất chính của huyện Đồng Hỷ. Từ khi thực hiện đổi mới cơ chế quản lý nông nghiệp, nhất là từ năm 1991 đến năm 2006 sản xuất nông nghiệp của huyện có bước phát triển vượt bậc. Huyện đã tập trung đẩy mạnh chuyển đổi cơ cấu cây trồng, vật nuôi, chuyển dịch mùa vụ xóa bỏ độc canh, tực túc, tự cấp sang sản xuất hàng hóa.
Trong sản xuất nông nghiệp đã đẩy mạnh việc áp dụng các tiến bộ khoa học kỹ thuật vào trồng trọt và chăn nuôi, đa các loại giống mới vào sản xuất đại trà, nâng hệ thống số sử dụng đất, do đó trong thập kỷ cuối của thế kỷ XX và những năm của đầu thế kỷ XXI tốc độ tăng trưởng nông nghiệp của huyện Đồng Hỷ ổn định bình quân 5,2% một năm. Năng suất cây trồng tăng dần đều. Riêng lúa, năm 1991 bình quân 14,2 tạ/ha lên 42,58 tạ/ha năm 2005 (tăng gấp 3 lần so với năm 1991), đa tổng sản lượng lương thực từ 24.118 tấn năm 1998 lên 37.274 tấn vào năm 2006, sản lượng lương thực từ năm 1998 đến năm 2006 bình quân mỗi năm tăng trên 1.800 tấn. Bình quân lương thực xấp xỉ 300 kg/1 người/1 năm.
Huyện Đồng Hỷ có một số cây trồng mang tính hàng hóa nhiều cây chè, cây ăn quả và những cây công nghiệp ngắn ngày. Năm 2005, toàn huyện có tổng 2.538 ha chè, hàng năm cho thu hoạch 19.554 tấn chè búp tươi hàng hóa; có 2.979 ha cây ăn quả, thu hoạch 3.500 tấn quả. Giá trị sản xuất vườn đồi đạt 22 triệu đồng/1 ha.
Chăn nuôi đã trở thành ngành chính và có tỷ suất hàng hóa cao. Năm 2002, tổng đàn lợn của huyện có 46.585 con và xuất chuồng 2.517 tấn thịt lợn hơi thương phẩm. Năm 2006 cả đầu lợn và trọng lượng xuất chuồng đều tăng 4,3%. Riêng đàn bò tăng 35,7% so với năm 2002.

#### Lâm nghiệp
Tính đến năm 2005, đất rừng và đồi núi của huyện Đồng Hỷ chiếm 85% diện tích tự nhiên. Phần lớn rừng bị nghèo kiệt. Tốc độ tăng trưởng ngành lâm nghiệp huyện Đồng Hỷ từ năm 1991 cho đến năm 1998 giảm bình quân 4,7% do rừng đang ở thời kỳ phục hồi, cộng với chủ trương đóng cửa rừng của Nhà nước.
Trong những năm gần đây, huyện Đồng Hỷ đã có những chính sách về rừng nên tốc độ phục hồi khá mạnh. Ngoài rừng tái sinh được chăm sóc bảo vệ, mỗi năm bình quân toàn huyện trồng được 150 ha rừng. Xét về lâu dài tiềm năng kinh tế lâm nghiệp huyện Đồng Hỷ rất là lớn.

#### Thương mại dịch vụ
Mạng lưới thương mại dịch vụ được mở rộng xuống đến từng thôn xóm. Các cơ sở kinh doanh, bao gồm cả chợ khu vực được nâng cấp mở rộng, mặt hàng đa dạng, phong phú, đảm bảo chất lượng, nâng cao giá trị phục vụ sản xuất và đời sống cho nhân dân của các xã vùng cao và miền núi. Nhìn chung, thị trường huyện Đồng Hỷ những năm gần đây có bước phát triển mạnh mẽ và lành mạnh. Giá trị mức bán lẻ năm 2006 đạt 198.912 tỷ đồng so với 94.404 tỷ đồng của năm 2000. Năm 2006, toàn huyện có 1.527 hộ gia đình kinh doanh, dịch vụ.
Cho đến năm 2006, huyện Đồng Hỷ có một số chợ chính như sau: chợ Chùa Hang (thị trấn Chùa Hang), chợ Trại Cau (thị trấn Trại Cau), chợ Sông Cầu (thị trấn Sông Cầu), chợ Trại Cài (xã Minh Lập), chợ Khe Mo (xã Khe Mo),...
Từ năm 1986 trở về trước, Đồng Hỷ là một huyện có nền kinh tế thuần nông, với thành phần kinh tế tập thể là chủ yếu. Trong nông nghiệp, cây lương thực (bao gồm lúa và hoa màu) chiếm vị trí hàng đầu, kế đến là cây chè. Đời sống nhân dân còn nhiều khó khăn, bình quân lương thực 142 kg/1 người/1 năm (cả màu). Sau năm 1987, nhờ có đường lối đổi mới, kinh tế huyện Đồng Hỷ có bước phát triển đa dạng, phong phú và có tốc độ tăng trưởng kinh tế cao.
Năm 2000, nông – lâm – thủy sản chiếm tỷ lệ 31,9%; thương mại – dịch vụ chiếm 42,6%; công nghiệp – xây dưng chiếm 25,5%. Năm 2006 có sự biến đổi tỷ lệ tương ứng như sau: nông – lâm – thủy sản chiếm tỷ lệ 24,8%; thương mại – dịch vụ chiếm 39,1%; công nghiệp – xây dưng chiếm 36,9%. Tốc độ tăng trưởng kinh tế năm 2000 là 7,1% đến năm 2006 đạt 10,6%. Bình quân trong 5 năm (kể từ năm 2002 cho đến năm 2006) mỗi năm đạt 10,2%.
Năm 2012, thu ngân sách huyện đạt 747,8 tỷ đồng, xếp thứ 4 toàn tỉnh.
Năm 2017, thu ngân sách huyện đạt 1.095 tỷ đồng, tăng 23% so với năm 2016. Trong đó:
– Giá trị sản xuất đạt 660,3 tỷ đồng.
Năm 2018, huyện Đồng Hỷ đạt các chỉ tiêu kinh tế như sau: Tốc độ tăng trưởng của các ngành sản xuất năm 2018 đạt 14,46% với thu ngân sách đạt trên 1.528 tỷ đồng nhờ thu hút các vốn đầu tư. Trong đó:
– Giá trị sản xuất ngành dịch vụ (theo giá so sánh 2010) đạt 1.981 tỷ đồng.
– Giá trị sản xuất ngành công nghiệp – xây dựng (theo giá so sánh 2010) đạt 2.215 tỷ đồng.
– Giá trị sản xuất nông, công nghiệp địa phương (theo giá so sánh 2010) đạt 1.231 tỷ đồng.
– Giá trị thu hút nguồn vốn đầu tư đạt trên 1.400 tỷ đồng.
Năm 2019, tổng thu ngân sách huyện là 1.633,3 tỷ đồng. Trong đó, ngân sách phải nộp cho nhà nước là 847,6 tỷ đồng.
Tính đến 6 tháng đầu năm năm 2020, thu ngân sách huyện Đồng Hỷ đạt 1.916 tỷ đồng.
Huyện Đồng Hỷ có vị trí địa lý thuận lợi, phần lớn là tiếp giáp với thành phố Thái Nguyên. Huyện cũng thuộc vùng có nguồn tài nguyên khoáng sản lớn của tỉnh Thái Nguyên, có nhiều mỏ đá và mỏ sắt trên địa bàn. Ngoài ra thành phố còn có tiềm năng lớn để phát triển du lịch, với khu du lịch hoa tam giác mạch Bản Tèn,... các di tích lịch sử, cách mạng. Huyện Đồng Hỷ có một lượng lớn đội ngũ cán bộ, công nhân có kinh nghiệm, năng lực, trình độ cao và có nhiều nhà máy, xí nghiệp, công ty, doanh nghiệp trên địa bàn, đáp ứng yêu cầu phát triển, kích cầu kinh tế của huyện.
Huyện Đồng Hỷ đã và đang có những chế độ ưu đãi đối với các doanh nghiệp trong và ngoài nước đầu tư vào địa phương. Nhằm cải thiện môi trường đầu tư, UBND huyện đã tích cực cải tiến các thủ tục hành chính, tạo điều kiện thuận lợi nhất cho các nhà đầu tư tham gia đầu tư tại huyện theo nguyên tắc "1 cửa", giảm thiểu thời gian khi nhà đầu tư làm thủ tục hành chính để tiến hành đầu tư hoặc kinh doanh tại huyện.

#### Giao thông – thủy lợi – điện lực
Tính đến năm 2005, huyện Đồng Hỷ có hệ thống giao thông đường bộ tương đối hoàn chỉnh với tổng chiều dài 729,8 km, trong đó có 15,5 km quốc lộ 1B chạy ngang qua huyện, tỉnh lộ dài 27 km, đường liên xã dài 57,5 km, đường xã dài 170 km và đường liên xóm dài tổng cộng 403,9 km. Mật độ đường toàn mạng lưới là 13,4 km/km²; 67,2 km/1 vạn dân. 100% các xã có đường ô tô đến trung tâm. Chất lượng vào loại trung bình ở miền núi.
Cho đến năm 2005, toàn huyện có 183 công trình thủy lợi lớn nhỏ, trong đó có hai hồ chứa nước lớn, 6 hệ thống bơm điện, 40 tuyến mương trong đó có 25 tuyến được bê tông hóa cùng với một số công trình thủy lợi nhủ đủ tới cho 50% diện tích chiêm xuân của huyện.
Tính đến cùng năm 2005, huyện Đồng Hỷ nằm trong hệ thống điện lưới miền Bắc, có 6 tuyến lưới 35kV đi qua với tổng chiều dài là 72 km và một lưới điện 6kV có chiều dài 33 km. Toàn huyện có 55 trạm biến áp, 100% số xã có lưới điện quốc gia, trên 80% số hộ được dùng điện.

#### Mức sống
Mức sống dân cư, theo kết quả điều tra của huyện Đồng Hỷ năm 2006: tỷ lệ hộ giàu chiếm 20,50%, hộ trung bình chiếm 59,55% và hộ nghèo chiếm 20%, không còn có hộ đói. 90% số hộ vùng thấp có nhà xây, hầu hết các gia đình có phương tiện nghe nhìn, 25% số hộ có xe máy. Toàn huyện có 7.158 máy điện thoại cố định, 481 điện thoại di động.

### Các trung tâm y tế
- Trung tâm y tế huyện Đồng Hỷ

### An ninh – quốc phòng
Bộ tư lệnh Quân khu 1 đóng tại huyện Đồng Hỷ có nhiệm vụ tổ chức, xây dựng, quản lý và chỉ huy quân đội chiến đấu chống giặc ngoại xâm bảo vệ vùng Đông Bắc bộ Việt Nam và bảo vệ thủ đô Hà Nội từ phía bắc và đông bắc. Quân khu bao gồm các tỉnh: Thái Nguyên, Bắc Kạn, Cao Bằng, Lạng Sơn, Bắc Giang, Bắc Ninh và là một trong 7 quân khu trực thuộc Bộ Quốc phòng Việt Nam.

### Giáo dục
Công tác giáo dục đã và đang được quan tâm thực hiện tốt; tính từ năm 2015 cho đến năm 2018 đã xây dựng được thêm 12 trường học đạt chuẩn Quốc gia, nâng tổng số trường học trên toàn huyện đạt chuẩn Quốc gia là 47/53 trường học, bằng 88,6% số trường đạt chuẩn Quốc gia (trong đó có 6 trường đạt chuẩn Quốc gia mức độ 2), toàn bộ các cán bộ và giáo viên đều có trình độ đạt chuẩn, trong đó trên chuẩn đạt 81%. Luôn giữ vững và nâng cao chất lượng phổ cập giáo dục mầm non cho trẻ em 5 tuổi; phổ cập giáo dục Tiểu học mức độ 3 và phổ cập giáo dục Trung học cơ sở và xóa mù chữ mức độ 2 tại toàn bộ các xã, thị trấn trên địa bàn; chất lượng giáo dục được nâng lên, tỷ lệ học sinh tốt nghiệp Trung học cơ sở hằng năm đạt trên 99%; học sinh hoàn thành chương trình Tiểu học đạt 100%.

### Y tế
Tính đến năm 2018, toàn bộ Trạm y tế của các xã, thị trấn trên địa bàn huyện đều có bác sỹ và đạt chuẩn quốc gia theo bộ tiêu chí mới. Các chương trình về mục tiêu y tế – dân số và phòng chống dịch bệnh đã được triển khai thực hiện đồng bộ, không có dịch bệnh lớn xảy ra trên địa bàn; công tác khám chữa bệnh được thực hiện theo đúng quy chế chuyên môn tại các cơ sở khám và chữa bệnh đảm bảo theo Luật khám chữa bệnh; chất lượng khám chữa bệnh tại các cơ sở y tế và tinh thần, thái độ phục vụ người bệnh được củng cố và ngày càng nâng cao; công tác tuyên truyền về Luật Bảo hiểm y tế được đẩy mạnh; tỷ lệ bao phủ bảo hiểm y tế đến nay đạt 98,5%.

### Chính sách xã hội
Cho đến đầu năm 2018, các chính sách xã hội của huyện đã được triển khai thực hiện tốt, nhất là chính sách đối với người có công, giảm nghèo, an sinh xã hội, đào tạo nghề và giải quyết việc làm cho người lao động; bình quân hằng năm số lao động được tạo việc làm mới đạt trên 2.200 lao động; tỷ lệ hộ nghèo bình quân hằng năm giảm trên 3%; công tác phòng chống tệ nạn xã hội trên địa bàn huyện đạt kết quả tích cực, giảm trên 3% số người nghiện ma tuý mỗi năm.

### Hệ thống kết cấu hạ tầng

#### Hệ thống điện
Nguồn cung cấp điện cho huyện Đồng Hỷ hiện nay là nguồn điện lưới quốc gia với hệ thống đường dây cao thế 110kV và 220kV thông qua đường hạ thế xuống 35kV – 12kV – 6kV/380V/220V; hầu hết các đường phố chính tại các thị trấn, khu đô thị, khu dân cư trên địa bàn huyện đều có đầy đủ đèn chiếu sáng ban đêm.

#### Hệ thống nước sinh hoạt
Huyện Đồng Hỷ hiện có hai nhà máy nước là nhà máy nước Hóa Thượng và nhà máy nước Trại Cau.

#### Hệ thống thông tin liên lạc và truyền thông

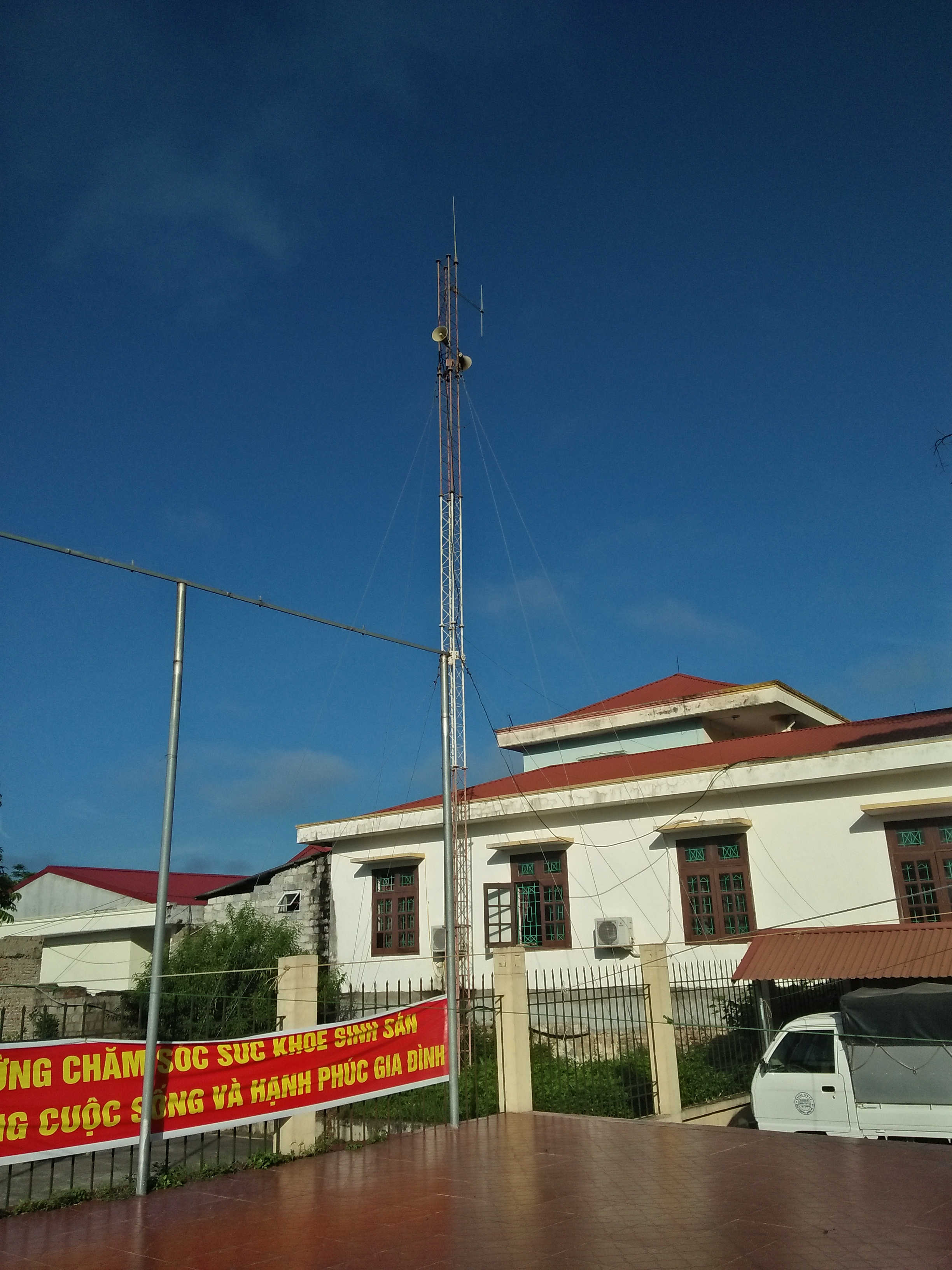
Một trạm phát thanh công cộng tại xã Hóa Thượng

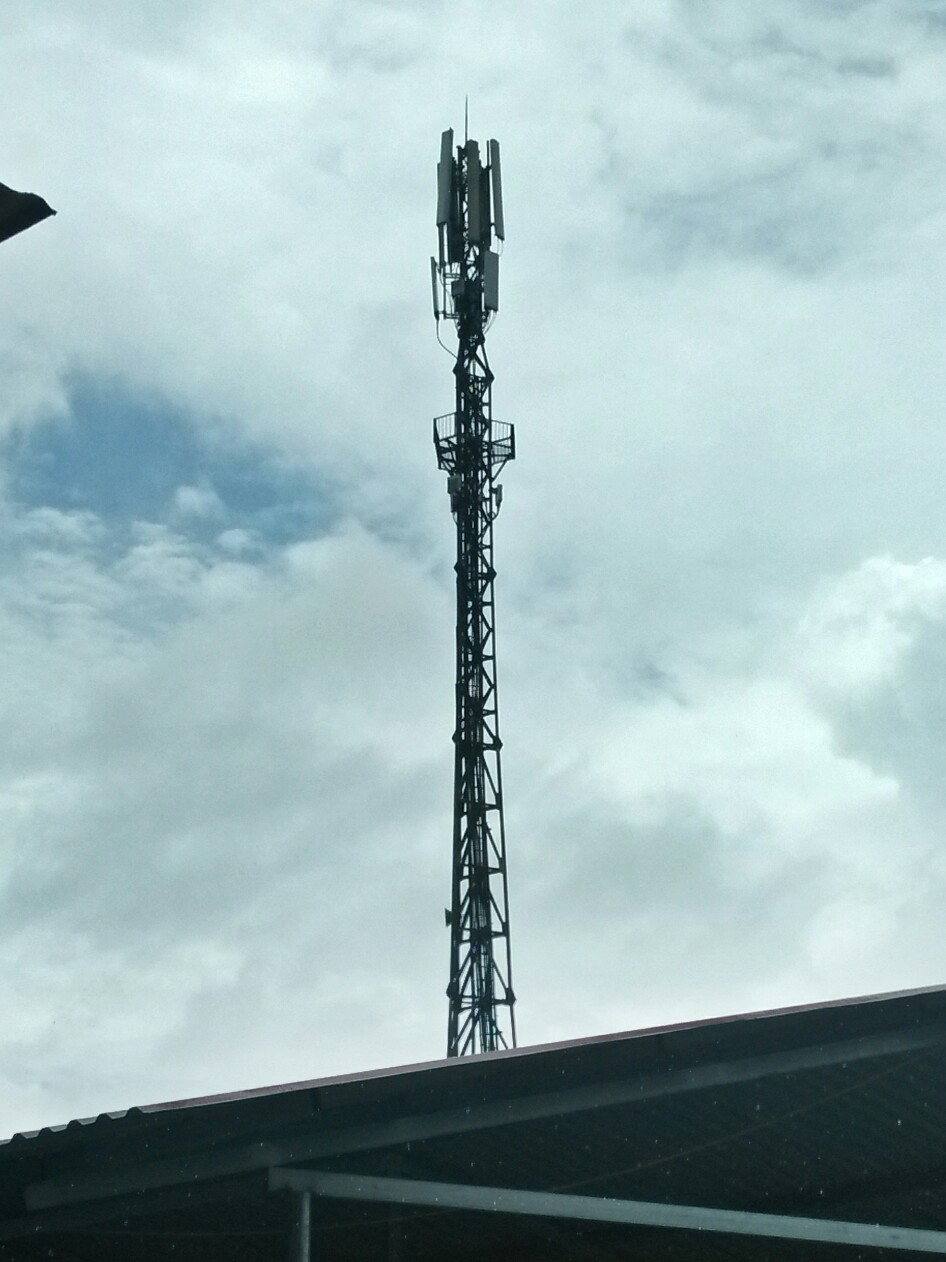
Trạm phát sóng mạng Vinaphone tại xã Minh Lập (có từ năm 1998)

Huyện có 1 tổng đài điện tử và nhiều tổng đài khu vực. Mạng lưới viễn thông di động đã và đang được đầu tư đồng bộ hoàn chỉnh, trên địa bàn huyện đã được phủ sóng và khai thác dịch vụ thông tin di động bởi 4 mạng di động: Vinaphone, Mobifone, Viettel, Vietnamobile.
Báo chí:
- Báo Thái Nguyên
- Báo Quân khu Một điện tử

Phát thanh:
- Đài truyền thanh truyền hình Đồng Hỷ: tần số 99 MHz

Đây cũng là cơ quan ngôn luận của huyện, với hệ thống loa công cộng phủ sóng rộng khắp trên địa bàn, cùng sóng không dây FM. Đài cũng đã đưa vào vận hành chương trình truyền hình Đồng Hỷ trên sóng TN1 – Đài PTTH tỉnh Thái Nguyên.
- Đài Phát thanh – Truyền hình Thái Nguyên: tần số 106.5 MHz

Đây là kênh thông tin của Đài PTTH tỉnh Thái Nguyên, với thời lượng 16 tiếng/ngày qua sóng FM. Cung cấp các thông tin thời sự trong tỉnh, trong và ngoài nước, cùng nhiều lĩnh vực khác.
- Ngoài ra cũng có thể nghe được một số kênh phát thanh của Đài tiếng nói Việt Nam

Truyền hình:
- Đài Phát thanh – Truyền hình Thái Nguyên: kênh thông tin tổng hợp TN1HD (thời lượng 24h/ngày), kênh khoa giáo và giải trí TN2HD (thời lượng 18h/ngày. Hiện nay kênh TN1 đã phủ sóng vệ tinh Vinasat1.2, hệ thống truyền hình số mặt đất DVB T2, cùng nhiều hệ thống truyền hình như VTVCab HD, VTC, MyTV của VNPT, NextTV, FPT, và các hệ thống truyền hình OTT trên di động. Kênh TN2 cũng có thể xem qua vệ tinh, truyền hình VTC với chất lượng hình ảnh HD.
- Ngoài ra hầu hết các kênh truyền hình quốc gia và quốc tế đặc sắc cùng các kênh địa phương khác đã được phân phối thông qua các hệ thống truyền hình trả tiền đang hiện diện tại Thái Nguyên như VTVCab, VTC, AVG, K+, FPT, MyTV, NextTV,...

## Văn hóa xã hội
Huyện Đồng Hỷ có một kho tàng văn hóa dân tộc phong phú và đa dạng. Bên cạnh những làn điệu dân ca, hát chèo, hát chầu văn của người Việt còn có những làn điệu dân ca của các dân tộc Nùng, Dao, Hmông, Sán Chay, Sán Dìu,... trong những ngày hội mùa, ngày lễ, ngày tết, đình đám rất đặc sắc.
Hàng năm trong huyện thường tổ chức những lễ hội lớn vào tháng giêng âm lịch, như lễ hội Chùa Hang, hội đền Long Giàn, lễ hội đền Hích,... tổ chức biểu diễn văn nghệ, hoạt động thể thao như đấu vật, cầu lông, bóng chuyền, bóng đá, tung còn,... tạo ra không khí đoàn kết, chan hòa trong đời sống văn hóa cộng đồng.
Chùa Hang, chùa hang Linh Sơn là những di tích đã được xếp hạng cấp Quốc gia. Đền Gốc Sấu, đền Thượng, đền Long Giàn, đền Hích và hàng chục di tích các loại khác là những di sản văn hóa đặc sắc của nhân dân huyện Đồng Hỷ.
Nhân dân trong huyện hưởng ứng sôi nổi phong trào "Toàn dân đoàn kết xây dựng đời sống văn hóa". Đến năm 2006, đã có hơn 76 xóm, bản đạt danh hiệu "xóm văn hóa", 18.816 hộ dân đạt tiêu chuẩn "Gia đình văn hóa", 140 cơ quan xí nghiệp, trường học trong huyện được công nhận là "Cơ quan văn hóa". 223 xóm có nhà văn hóa, 15/20 xã, thị trấn có trung tâm văn hóa, 322 cụm loa truyền thanh FM. 100% xã, thị trấn có điểm Bưu điện – văn hóa xã.
Thời thuộc Pháp, cả huyện Đồng Hỷ có một trường tiểu học bán cấp đặt ở xã Huống Thượng. Năm học cao nhất trường có 50 học sinh, phần đông là con nhà khá giả. 95% số dân trong huyện không biết chữ.
Năm 2006, huyện Đồng Hỷ có tổng cộng 49 trường học bao gồm:
Tiểu học: 27 trường, 387 phòng học và 426 lớp học.
Trung học cơ sở: 20 trường, 228 phòng học và 247 lớp học.
Trung học phổ thông: 1 trường, 35 phòng học và 65 lớp học.
Tổng số học sinh của cả ba cấp học là: 21.194 học sinh.
Tổng số giáo viên của cả ba cấp: 1.164 giáo viên, hầu hết có trình độ cao đẳng hoặc đại học, nhiều người có trình độ cao học.
Huyện Đồng Hỷ đã hoàn thành chương trình xóa mù chữ và phổ cập giáo dục Tiểu học từ năm 1998 và hoàn thành cấp độ phổ cập Trung học cơ sở từ năm 2003.
Hệ thống y tế của huyện Đồng Hỷ lúc đó gồm có 23 cơ sở khám chữa bệnh, trong đó có 1 bệnh viện đa khoa với 100 giường bệnh, 2 phòng khám khu vực có 5 giường bệnh, 20 trạm y tế xã có 90 giường bệnh. Các trang thiết bị cho khám và chữa bệnh từng bước được hiện đại. Bao gồm nhiều đội ngũ cán bộ y tế gồm 178 người, trong đó có trình độ đại học và trên đại học là 54 người. Tất cả các xã có trạm y tế và mỗi trạm đều có y, bác sĩ đầy đủ. 100% xóm bản có cán bộ y tế phục vụ, chăm sóc sức khở cho nhân dân. Hai xã Hợp Tiến và Linh Sơn đạt chuẩn Quốc gia về y tế.
Trạm y tế xã Hợp Tiến, một xã vùng cao của huyện là điển hình tiên tiến của toàn ngành y tế Thái Nguyên về dùng thuốc nam chưac bệnh có kết quả cao. Trạm trưởng là y sĩ Đặng Đăng Lý người dân tộc Dao, năm 2000 đã được Nhà nước phong tặng danh hiệu "Anh hùng lao động" trong thời kỳ đổi mới.
Những năm gần đây, huyện Đồng Hỷ thực hiện có kết quả chương trình y tế Quốc gia, chương trình chăm sóc sức khỏe cộng đồng. Trong những năm qua trên địa bàn huyện không xảy ra dịch bệnh (kể từ năm 2005). Riêng năm 2003 y tế của huyện đã khám bệnh cho 76.000 lượt người, điều trị cho 5.011 người khỏi bệnh. Trẻ suy dunh dưỡng từ 28,4% vào năm 2001 đã được giảm xuống còn 28% vào năm 2003.

### Danh nhân
Đồng Hỷ tuy là một huyện miền núi nhưng ở đây vẫn có 2 vị tiến sĩ nổi tiếng trong nhà nhà Hậu Lê và nhà Mạc. Đó là Đàm Sâm và Dương Ức.
- Đàm Sâm

Đàm Sâm (Chữ Hán: 譚森) là người xã Sa Kệ, huyện Văn Lãng, phủ Tam Đới (Tam Đái) (nay thuộc thôn Sa Kệ, xã Văn Lăng, huyện Đồng Hỷ, tỉnh Thái Nguyên).
Đàm Sâm đỗ Đệ Tam giáp Đồng tiến sĩ xuất thân khoa Tân Mùi niên hiệu Hồng Thuận thứ 3 (1511) đời vua Lê Tương Dực. Làm quan đến chức Thượng thư. Tên và quê quán Đàm Sâm có ghi trên Bia Tiến sĩ ở Văn Miếu – Quốc tử giám tại Hà Nội.
- Dương Ức

Dương Ức là một Tiến sĩ Nho học Việt Nam. Ông quê ở xã Hóa Trung, huyện Đồng Hỷ, tỉnh Thái Nguyên. Ông đỗ Đệ tam giáp Đồng tiến sĩ xuất thân khoa thi năm Tân Sửu 1541.
Dưới thời nhà Mạc, chức vụ lớn nhất mà Dương Ức được thụ phong là Thừa Chính sứ. Chức vụ này ở thời Lê – Mạc (là chức trưởng quan, đứng đầu một đạo hoặc một xứ).

### Di sản văn hóa phi vật thể cấp Quốc gia
- Nghi lễ Hét Khoăn của người Nùng[40]
- Hát Soọng Cô của người Sán Dìu[40]
- Nghệ thuật Khèn của người Mông[40]
- Nghi lễ cấp sắc của người Nùng[40]

### Hoạt động văn hóa
Các hoạt động văn hóa thông tin tuyên truyền có nhiều đổi mới về nội dung và hình thức, đáp ứng nhu cầu phục vụ nhiệm vụ chính trị của huyện và nâng cao đời sống và tinh thần cho nhân dân huyện Đồng Hỷ; phong trào thể dục, thể thao quần chúng phát triển sâu rộng; thiết chế văn hóa đang được tiếp tục được củng cố, phát huy và hoàn thiện; tính đến đầu năm 2018, đã có tới 201 trên tổng 205 xóm, bản, tổ dân phố có nhà văn hóa, trong đó có 113 nhà văn hóa đạt tiêu chí nông thôn mới; giá trị văn hoá vật thể, phi vật thể như: Di tích lịch sử và lễ hội của đồng bào dân tộc thiểu số (đồng bào dân tộc H'Mông, Sán Dìu)... đang được quan tâm giữ gìn và phát huy truyền thống tốt đẹp; công tác quản lý nhà nước nhà nước về lĩnh vực văn hóa, thông tin được tăng cường và đảm bảo đúng với định hướng phát triển.

## Truyền thống lịch sử
Nhân dân các dân tộc huyện Đồng Hỷ có truyền thống yêu nước và chống lại áp bức. Ngay từ thế kỷ thứ X và XI, nhân dân huyện Đồng Hỷ đã hai lần tham gia kháng chiến dưới sự lãnh đạo của triều đình Tiền Lê và triều đình nhà Lý chống quân xâm lược nhà Tống. Ở thế kỷ XIII, XV, quân dân huyện Đồng Hỷ đã sát cánh cùng với cả nước để kháng chiến chống quân xâm lược Mông – Nguyên và giặc Minh. Tháng 3 năm 1884, khi thực dân Pháp đem quân lên đánh thành Thái Nguyên, nhân dân huyện Đồng Hỷ đã đứng lên cùng với những người yêu nước trong quân đội triều đình đánh trả bọn xâm lược, buộc chúng phải tháo chạy. Năm 1887, Hoàng Hoa Thám lãnh đạo nông dân Yên Thế (Bắc Giang) khởi nghĩa, Đồng Hỷ trở thành địa bàn hoạt động của nghĩa quân, nhân dân địa phương đã tích cực tham gia, ủng hộ lương thực, thực phẩm cho cuộc khởi nghĩa.
Nhân dân các dân tộc huyện Đồng Hỷ đã hưởng ứng cuộc khởi nghĩa binh lính người Việt trong quân đội Pháp đóng ở tỉnh lỵ Thái Nguyên, dưới sự chỉ huy của Đội Cấn và Lương Ngọc Quyến năm 1917, hàng trăm thanh niên trai tráng đã gia nhập nghĩa quân.
Ngày 3 tháng 2 năm 1920, Đảng Cộng sản Việt Nam chính thức ra đời. Cao trào cách mạng 1939–1945 đã tác động đến huyện Đồng Hỷ, trước hết là đến những xã vùng cap, miền núi tiếp giáp với căn cứ cách mạng Bắc Sơn – Võ Nhai.
Tháng 10 năm 1941, từ căn cứ Võ Nhai, một tổ Cứu Quốc quân đã bí mật về bản người Dao, xã Cây Thị tuyên truyền giác ngộ quần chúng, gây dựng cơ sở cách mạng. Nhiều gia đình, nhiều thanh niên dân tộc Dao đã theo Việt Minh, tích cực ủng hộ và tham gia cách mạng, xã Cây Thị trở thành trung tâm phong trào cách mạng ở các xã Đông Bắc của huyện Đồng Hỷ, được Trung ương đặt trạm liên lạc trên đường giao liên bí mật từ ATK II (An toàn khu II) lên căn cứ địa. Từ xã Cây Thị, phong trào nhanh chóng phát triển đến các xã Văn Hán, Tân Lợi, Hợp Tiến,... Giặc Pháp nhiều lần đưa lính đến để bắt người, cướp của, đốt nhà và lập trại tập trung dồn dân phòng dập tắt phong trào. Lực lượng cách mạng tuy có tổn thất, khó khăn, nhưng có Cứu Quốc quân hỗ trợ, các cơ sở mặt trận Việt Minh lãnh đạo nhân dân kiên quyết chống địch khủng bố. Nhờ đó, sau ngày Nhật đảo chính quyền Pháp (ngày 9 tháng 3 năm 1945) hầu hết các xã trong huyện đã có lực lượng mạnh, để khi có lực lượng Cứu Quốc quân từ Võ Nhai xuống hỗ trợ đã phát động quần chúng giành chính quyền thắng lợi. Tháng 5 năm 1945, chính quyền cơ sở tất cả các xã trong huyện đã về tay nhân dân. Tháng 7 năm 1945m Ban cán sự Đảng và Ủy ban Dân tộc giải phóng huyện Đồng Hỷ được thành lập.
Trong cuộc kháng chiến chống lại thực dân Pháp, quân Pháp đã tấn công vào huyện Đồng Hỷ 2 lần: một lần là vào Thu – Đông năm 1947, lần thứ hai là vào tháng 10 năm 1950. Nhiều địa điểm trên địa bàn huyện như: Măng Đắng, Trại Táo, Na Đành, Chùa Hang,... chiến sự diễn ra ác liệt, bộ đội và di kích địa phương đã tấn công và tiêu diệt được nhiều tên địch.
Trong tổng cộng 9 năm kháng chiến chống lại thực dân Pháp đã có 1.200 thanh niên huyện Đồng Hỷ nhập ngũ, hàng vạn lượt dân công, hơn 7.000 tấn lương thực, thực phẩm được huy động để phục vụ cho chiến trường.
Trong cuộc kháng chiến chống Mỹ cứu nước, huyện Đồng Hỷ là địa bàn không bị quân Mỹ tập trung đánh phá ác liệt. Thời kỳ 1965–1972, hàng ngàn lượt chiếc máy bay Mỹ, có cả siêu pháo đài bay B52, dội xuống huyện Đồng Hỷ hàng trăm tấn bom đạn. Quân và dân Đồng Hỷ đã phối hợp chặt chẽ với bộ đội phòng không, bắn rơi và bắn bị thương nhiều máy bay Mỹ, tiêu diệt và bắt sống nhiều tên giặc lái. Huyện Đồng Hỷ đã gửi ra mặt trận 5.175 người con ưu tú và hàng vạn tấn lương thực, thực phẩm, đóng góp hơn 10 vạn ngày công xây dựng trận địa, bảo đảm giao thông trong thời kỳ chiến tranh.
Trong các thời kỳ cách mạng và kháng chiến để bảo vệ và xây dựng tổ quốc, nhân dân các dân tộc của huyẹn Đồng Hỷ đã có những cống hiến to lớn: 767 liệt sỹ, 425 thương binh; được Nhà nước tặng thưởng trên 5.600 huân chương các loại; huyện Đồng Hỷ và hai xã Cây Thị, Khe Mo được tuyên dương đơn vị Anh hùng lực lượng vũ trang Nhân dân thời kỳ kháng chiến chống Pháp, 3 xóm và 26 gia đình được tặng Bằng có công với nước; 10 bà mẹ được tặng danh hiệu "Bà mẹ Việt Nam anh hùng", 2 cá nhân được tuyên dương Anh hùng lực lượng vũ trang là Trần Thế Lại và Ngô Văn Sơn. Huyện Đồng Hỷ có tổng 37 cán bộ lão thành cách mạng, 21 cán bộ hoạt động tiền khởi nghĩa.

## Quy hoạch

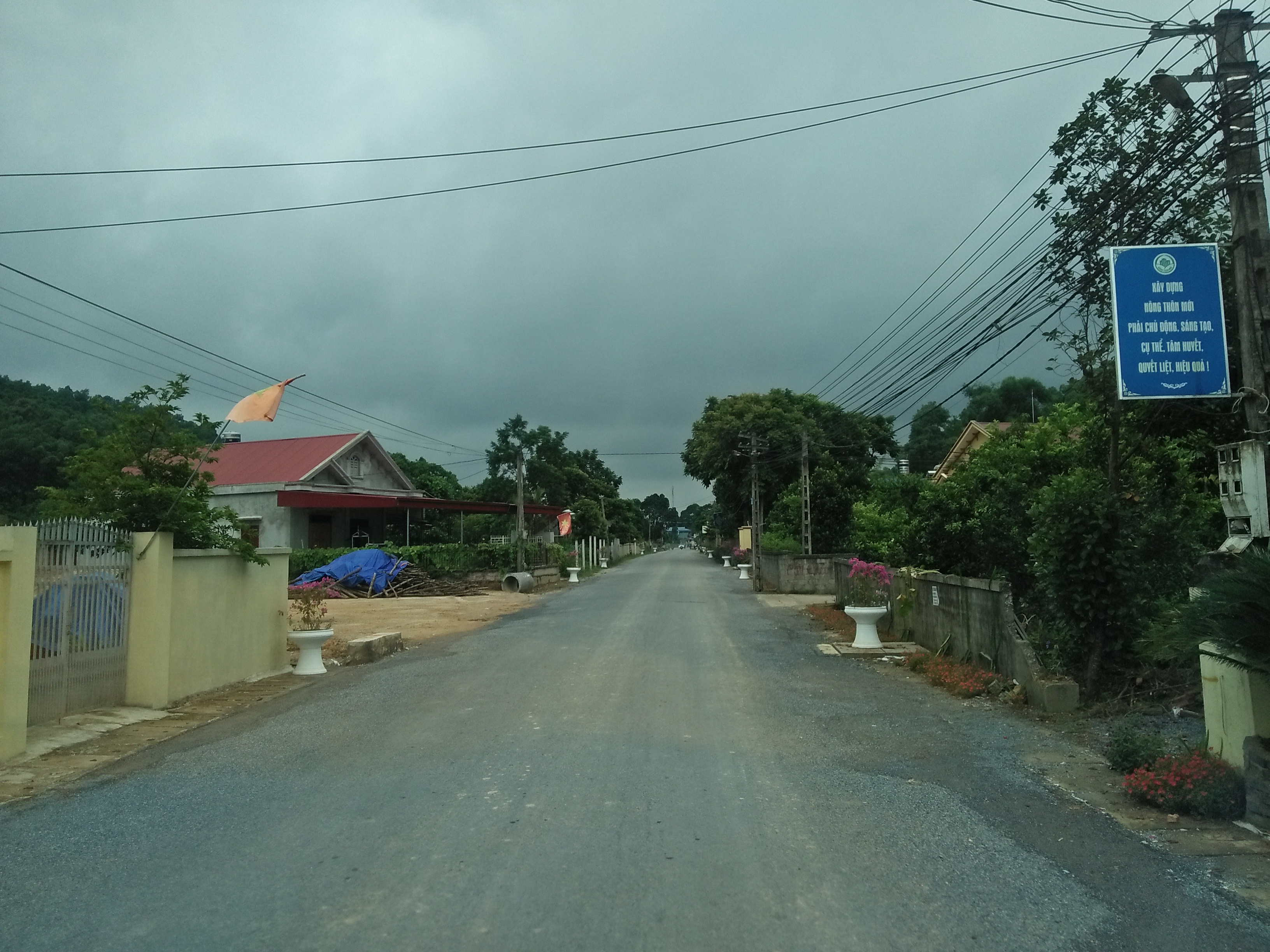
Xã Minh Lập tích cực xây dựng nông thôn mới kiểu mẫu

Hiện nay huyện Đồng Hỷ đã hoàn thành xây dựng nông thôn mới tại 11 xã thuộc huyện, còn 2 xã chưa đủ chỉ tiêu. Huyện đang phấn đấu xây dựng đô thị Hóa Thượng là đô thị loại V đến cuối năm 2020 và phấn đấu đạt đô thị loại IV đến năm 2025, đô thị Trại Cau là đô thị loại IV đến năm 2022, xây dựng đô thị Sông Cầu là đô thị loại IV đến năm 2030. Cố gắng phấn đấu hoàn thành xây dựng nông thôn mới tại hai xã Tân Long, Hợp Tiến đến năm 2022 và xã Minh Lập đạt chuẩn nông thôn mới kiểu mẫu trong cuối năm 2020 và đưa Đồng Hỷ trở thành huyện thứ hai tại tỉnh Thái Nguyên đạt chuẩn nông thôn mới trong nhiệm kỳ 2020–2025, sau huyện Phú Bình.

## Giao thông
Hiện chưa có thống kê đầy đủ về số lượng các đường, phố ở huyện Đồng Hỷ. Nhìn chung, hạ tầng giao thông đô thị của huyện đã và đang được đầu tư xây dựng một cách đồng bộ. 

### Đường phố chính

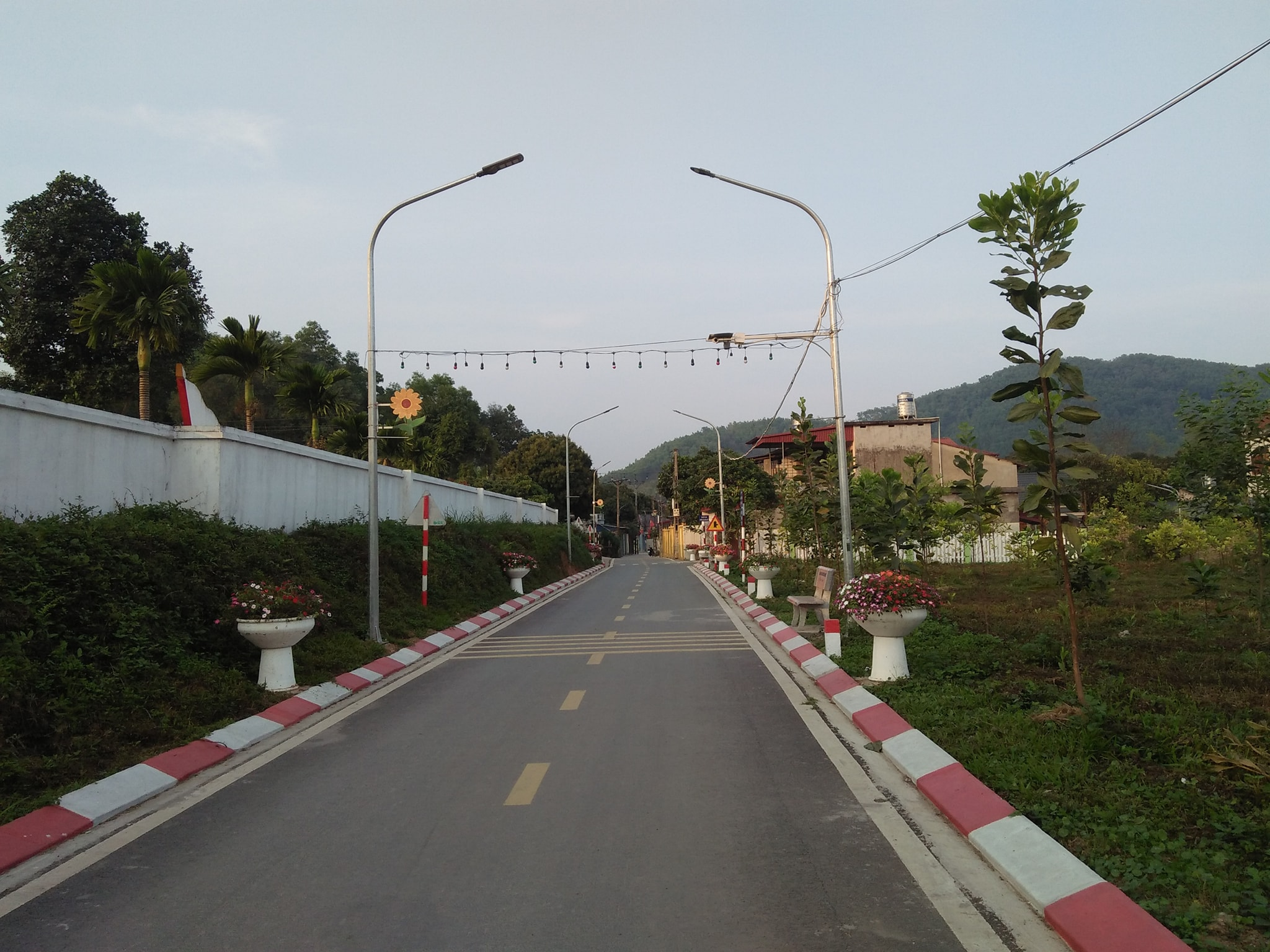
Tuyến đường Đại Đoàn Kết tại thị trấn Hóa Thượng nhân ngày kỉ niệm 130 năm ngày sinh Chủ tịch Hồ Chí Minh

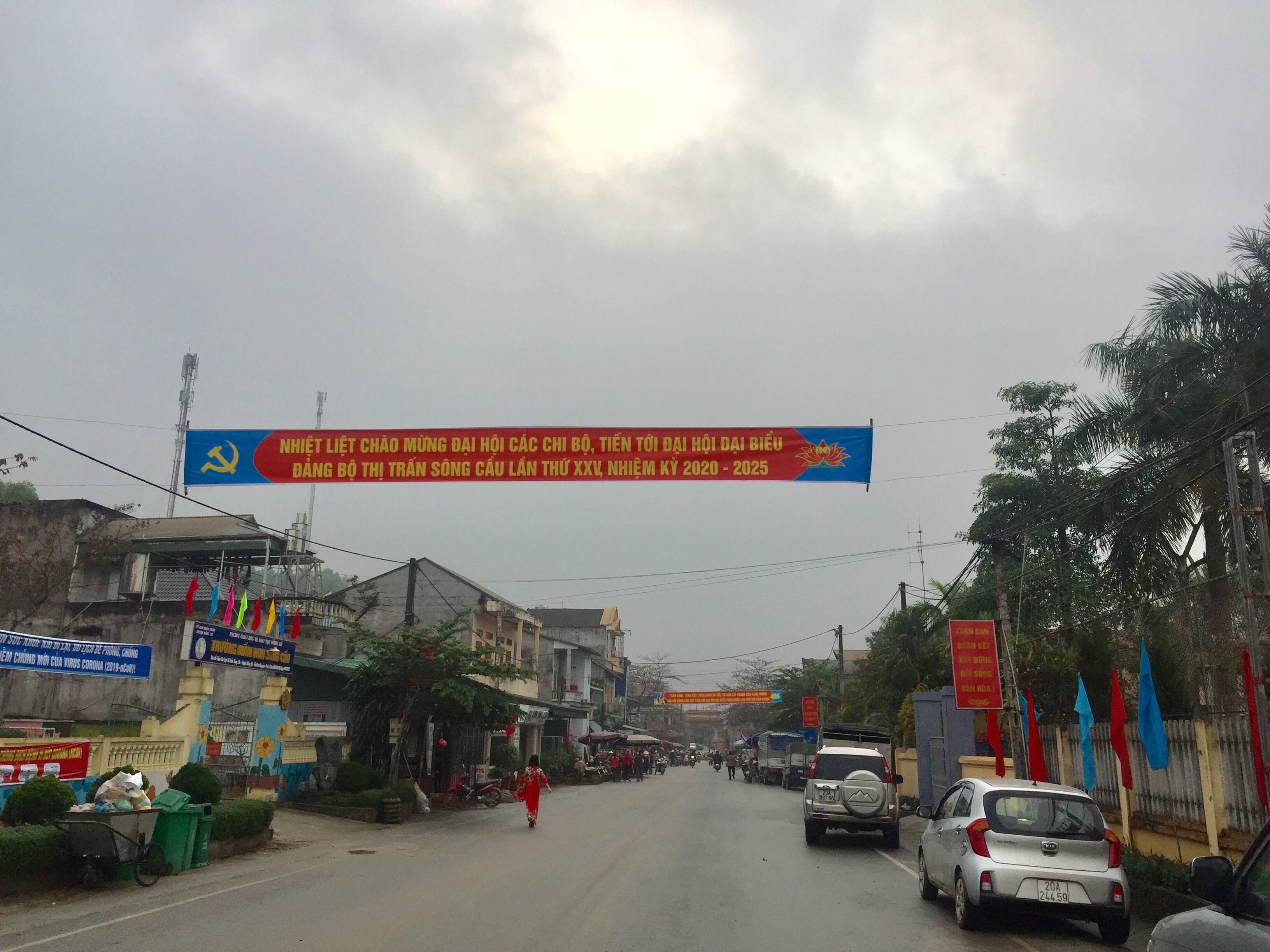
Đường Tân Lập thuộc thị trấn Sông Cầu

| 1. Lê Quý Đôn (Hóa Thượng) 2. Lý Thái Tổ (Hóa Thượng) 3. Điện Biên Phủ (Chùa Hang, Hóa Thượng; trực thuộc Bộ Tư lệnh - Quân khu 1) 4. Đại Đoàn Kết (Hóa Thượng; trực thuộc Bộ Tư lệnh - Quân khu 1) 5. Linh Nham (Hóa Thượng) 6. Võ Thị Sáu (Hóa Thượng) 7. Trường Chinh (Hóa Thượng) 8. Núi Voi (Chùa Hang, Hóa Thượng) 9. Phạm Văn Đồng (Hóa Thượng) 10. Nguyễn Huệ (Hóa Trung) 11. Ngô Quyền (Hóa Thượng) 12. Minh Khai (Hóa Thượng, Minh Lập) 13. Trần Quốc Tuấn (Quang Sơn) 14. Chiến Thắng (Chùa Hang, Hóa Thượng) 15. Thống Nhất (Chùa Hang, Hóa Thượng) 16. 3 tháng 2 (Chùa Hang, Hóa Thượng; trực thuộc Bộ Tư lệnh - Quân khu 1) 17. Hồng Thái (Hóa Thượng; thuộc khu đô thị Hồng Thái) 18. Nguyễn Trãi (Trại Cau) 19. Phố Hích (Hòa Bình) 20. Trại Cài (Minh Lập) 21. Tân Lập (Sông Cầu) 22. Khởi Nghĩa (Sông Cầu) 23. Lê Lợi (Trại Cau) 24. Đổi Mới (Trại Cau) 25. Nguyễn Ái Quốc (Trại Cau) 26. Quang Trung (Nam Hòa) 27. Chu Văn An (Nam Hòa) 28. Trần Hưng Đạo (Nam Hòa) 29. Hùng Vương thứ 18 (Hóa Trung) 30. Cách mạng tháng tám (Hóa Trung) 31. Hoàng Diệu (Hóa Trung) Tổng cộng trên địa bàn huyện Đồng Hỷ có tổng 47 tuyến đường phố được đặt tên |

### Đường liên huyện, tỉnh đi qua địa bàn huyện
- Quốc lộ 1B cũ (phường Đồng Bẩm, thành phố Thái Nguyên – thị trấn Đồng Đăng, huyện Cao Lộc, tỉnh Lạng Sơn)
- Quốc lộ 1B mới (xã Hóa Thượng, huyện Đồng Hỷ – phường Tân Long, thành phố Thái Nguyên)
- Tỉnh lộ 269 (phường Chùa Hang, thành phố Thái Nguyên – xã Phú Thượng, huyện Võ Nhai)
- Quốc lộ 17 (Thái Nguyên – Bắc Giang – Bắc Ninh)
- Đường tỉnh 273 (xã Hóa Thượng – xã Văn Lăng)
- Đường tỉnh 272 (xã Hòa Bình – xã Quang Sơn)

### Các tuyến xe buýt
Huyện hiện có nhiều tuyến xe buýt đi tới tất cả các địa phương trong tỉnh, bao gồm:
- Đồng Hỷ  – Thành phố Thái Nguyên – Phố Nỷ (Sóc Sơn, Hà Nội)
- Quyết Thắng (Thành phố Thái Nguyên) – Đồng Hỷ – Đình Cả (Võ Nhai)
- Bình Long (Võ Nhai) – Phố Nỷ (Sóc Sơn, Hà Nội)
- Thị trấn Trại Cau (Đồng Hỷ) – Thịnh Đán (Thành phố Thái Nguyên) – Thành phố Sông Công – KCN Yên Bình (SAMSUNG Phổ Yên)

### Hệ thống giao thông liên vùng

Tuyến đường sắt của mỏ sắt Trại Cau đi qua địa bàn thị trấn Trại Cau

Huyện Đồng Hỷ cách thủ đô Hà Nội 85 km và cách sân bay quốc tế Nội Bài 55 km. Ngoài ra huyện còn là cửa ngõ đi tỉnh khác như: Lạng Sơn, Bắc Giang.
- Đường bộ:

Huyện Đồng Hỷ là một đầu mút giao thông với 3 đường quốc lộ và 1 tuyến tỉnh lộ đi qua gồm: Quốc lộ 17 (đi Hà Nội, qua Bắc Giang, Bắc Ninh), Quốc lộ 1B (đi Lạng Sơn và thành phố Thái Nguyên), tỉnh lộ 269 (đi Võ Nhai) và Quốc lộ 1B mới đi thành phố Thái Nguyên.
- Đường sắt:

Huyện Đồng Hỷ gồm 2 hệ thống đường sắt chính: Lưu Xá – Kép và đường sắt Lưu Xá – Mỏ sắt Trại Cau.

## Ca khúc về Đồng Hỷ
Đồng Hỷ một miền quê. Sáng tác: Sở Văn hóa Thông tin tỉnh Thái Nguyên.

## Hình ảnh

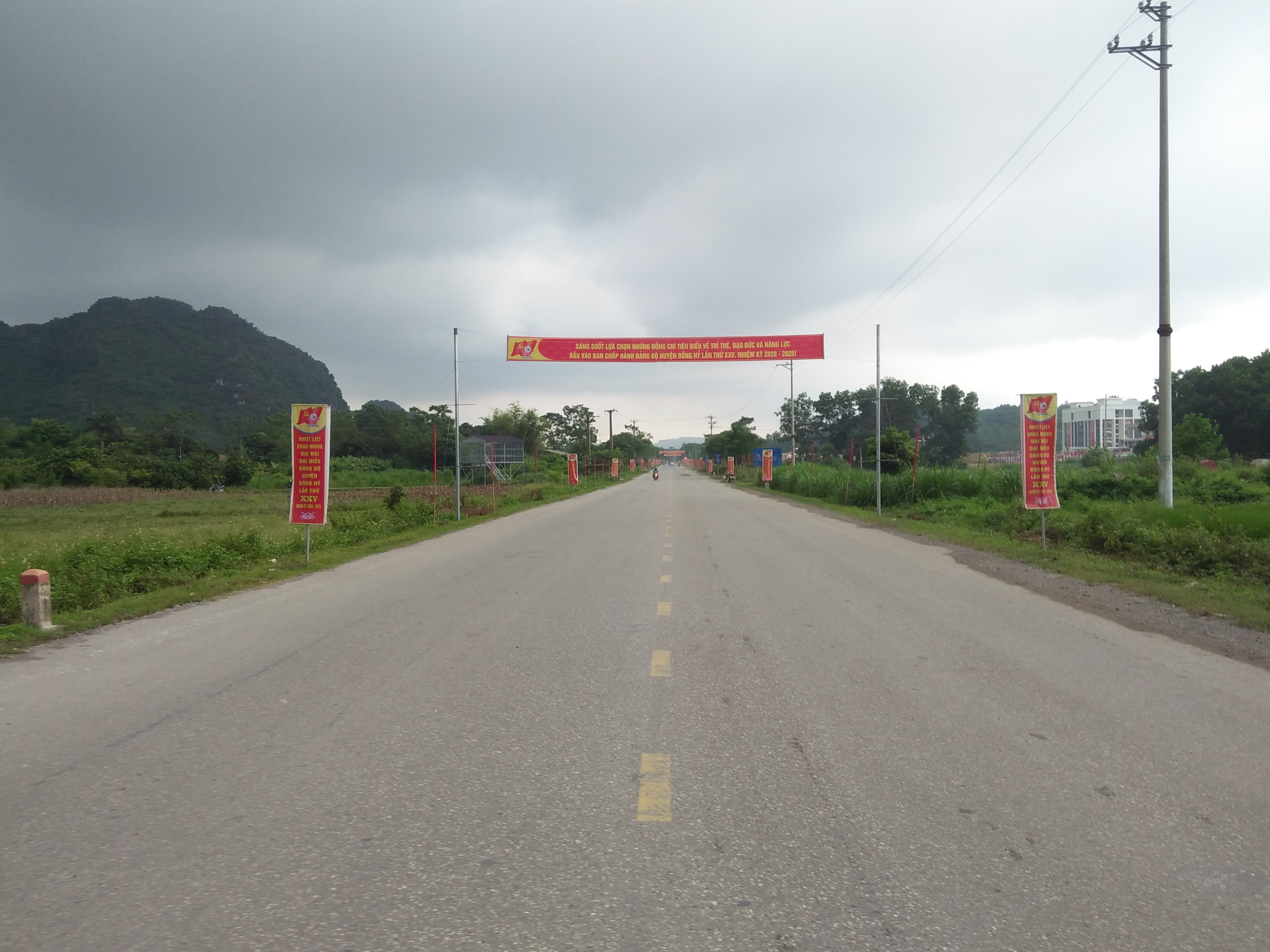
Đường Lý Thái Tổ tại xã Hóa Thượng
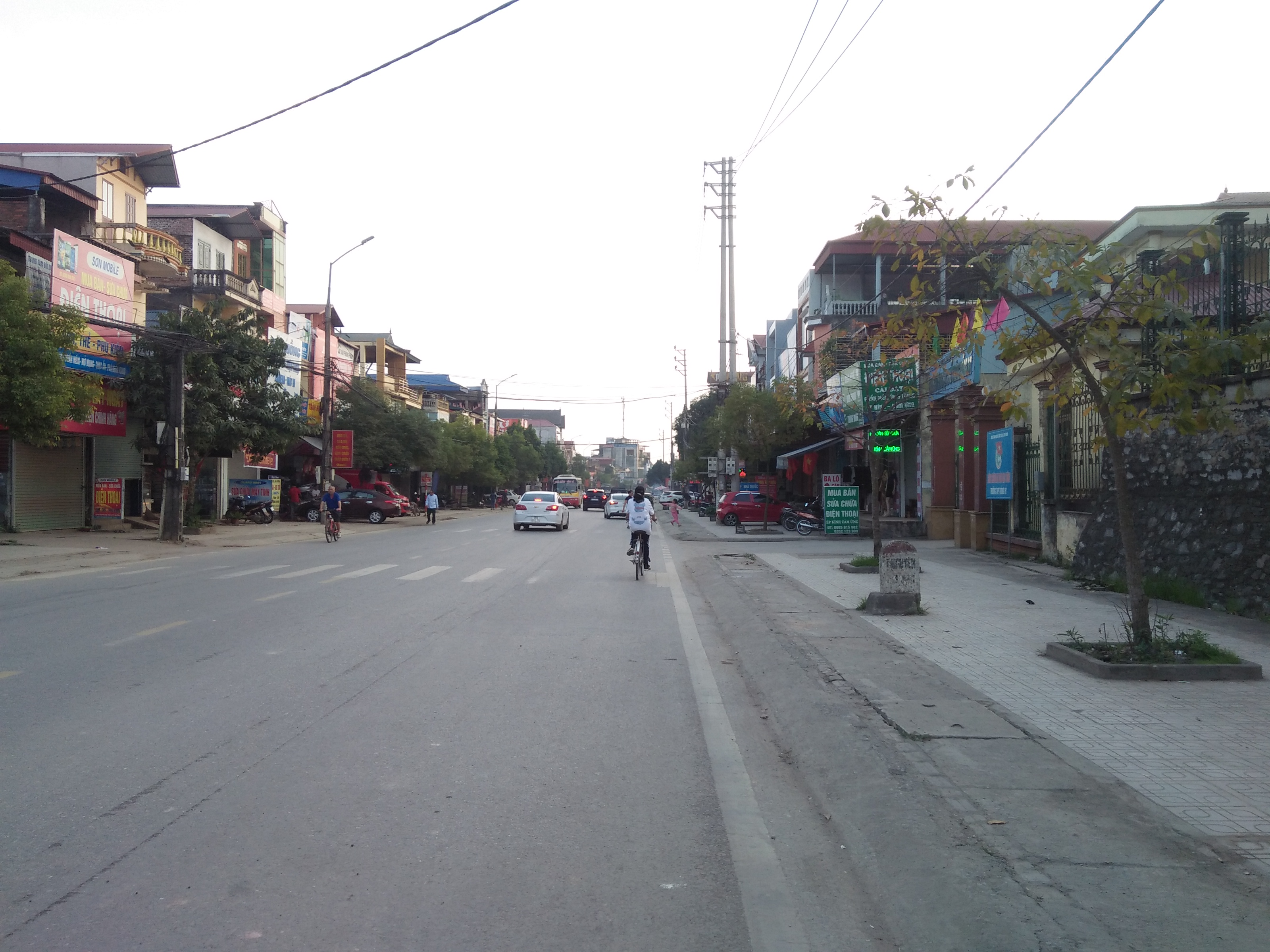
Một góc đường Lê Quý Đôn tại xã Hóa Thượng
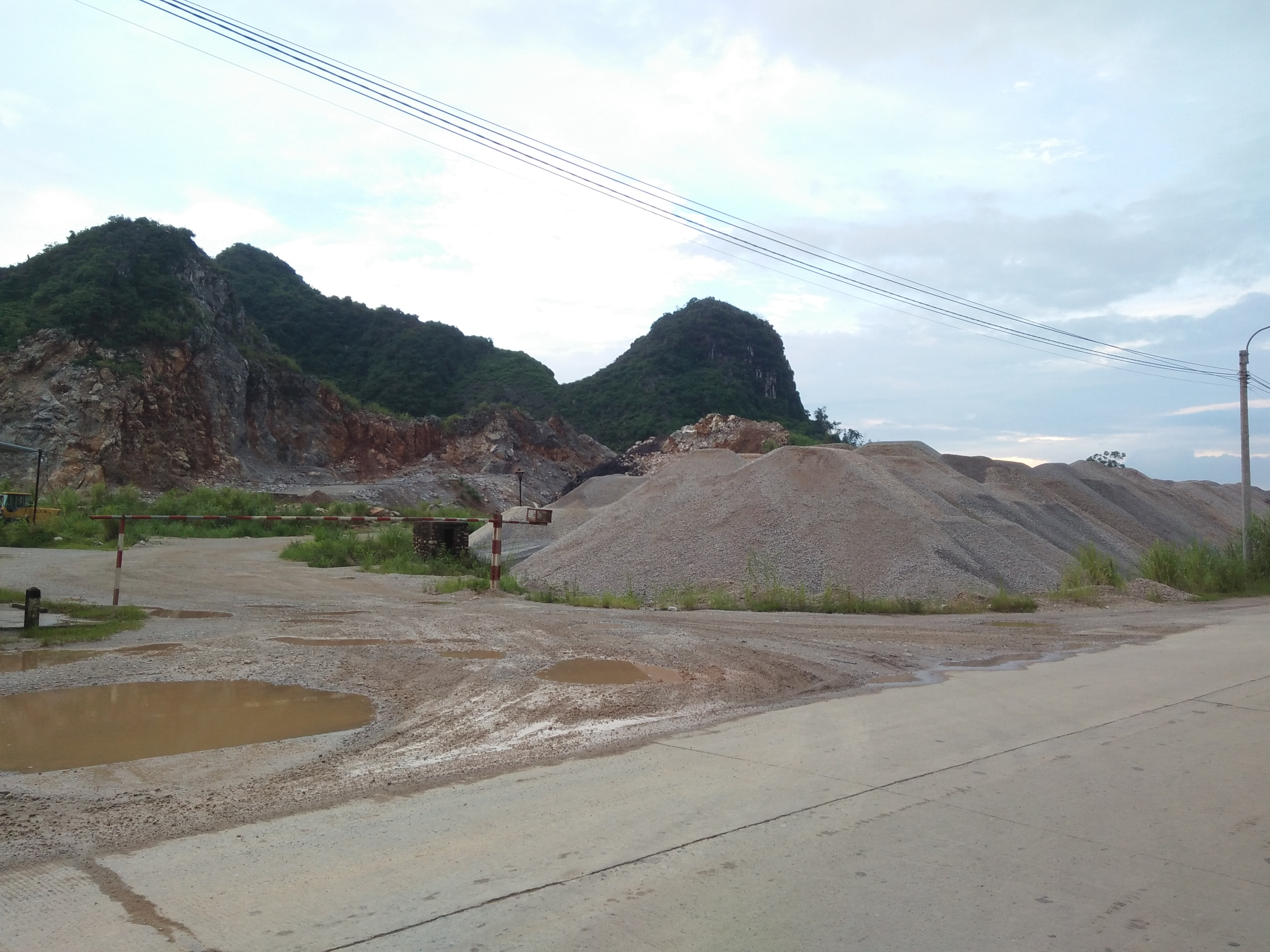
Mỏ đá Núi Voi đang hoạt động trên địa bàn huyện
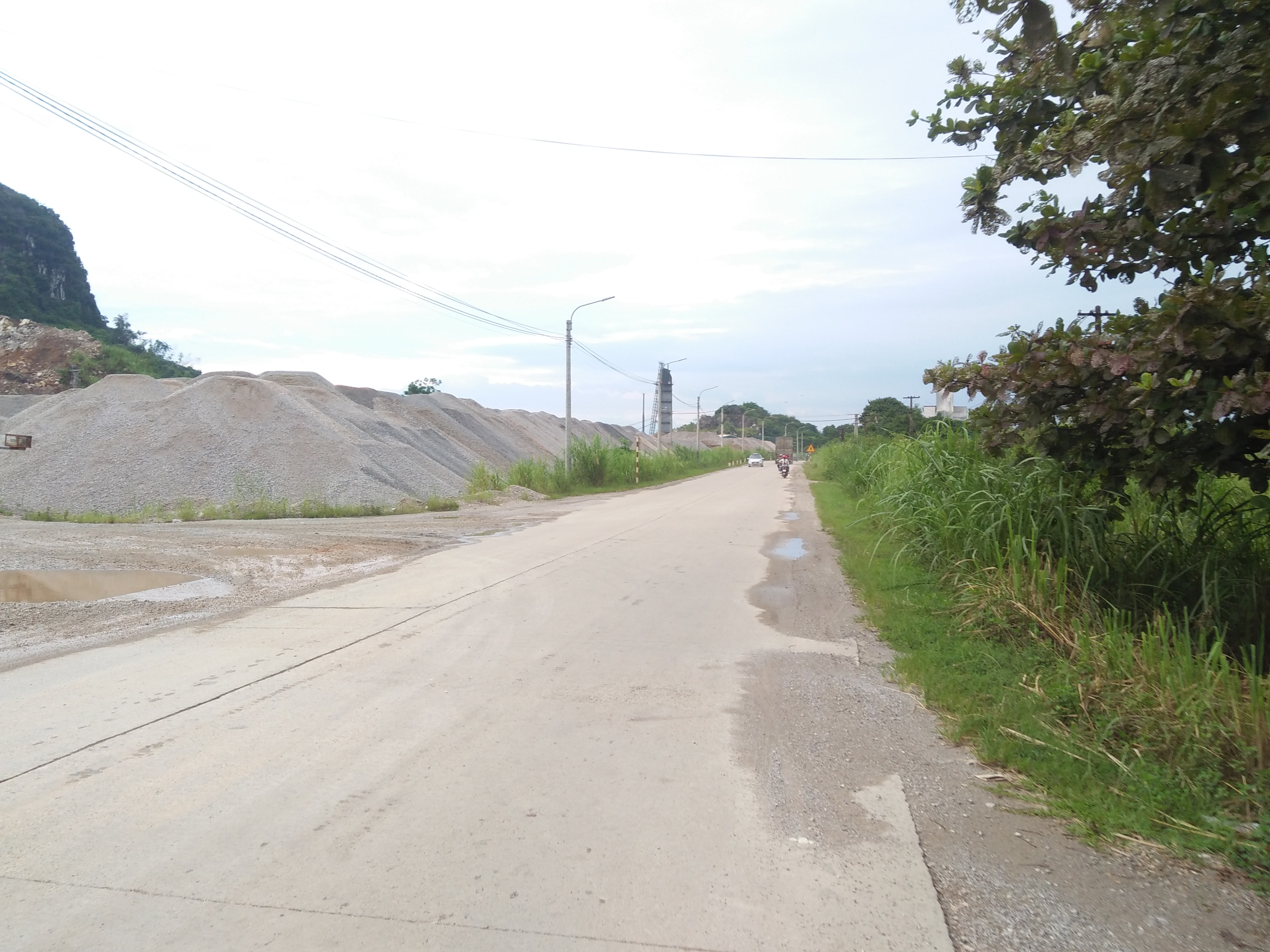
Mỏ đá Núi Voi và nhà máy gạch Núi Voi đang hoạt động
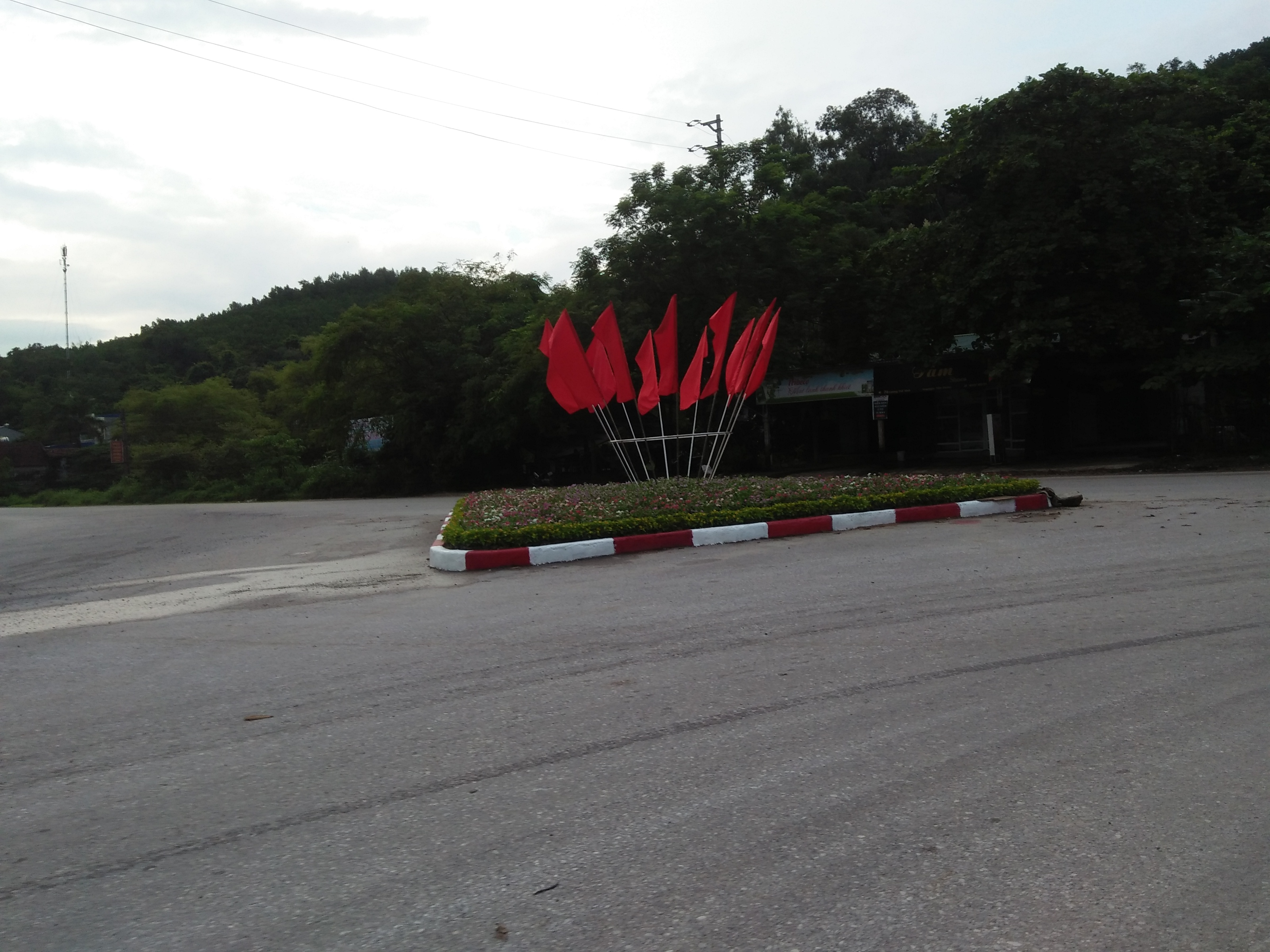
Ngã ba Thống Nhất tại xã Hóa Thượng
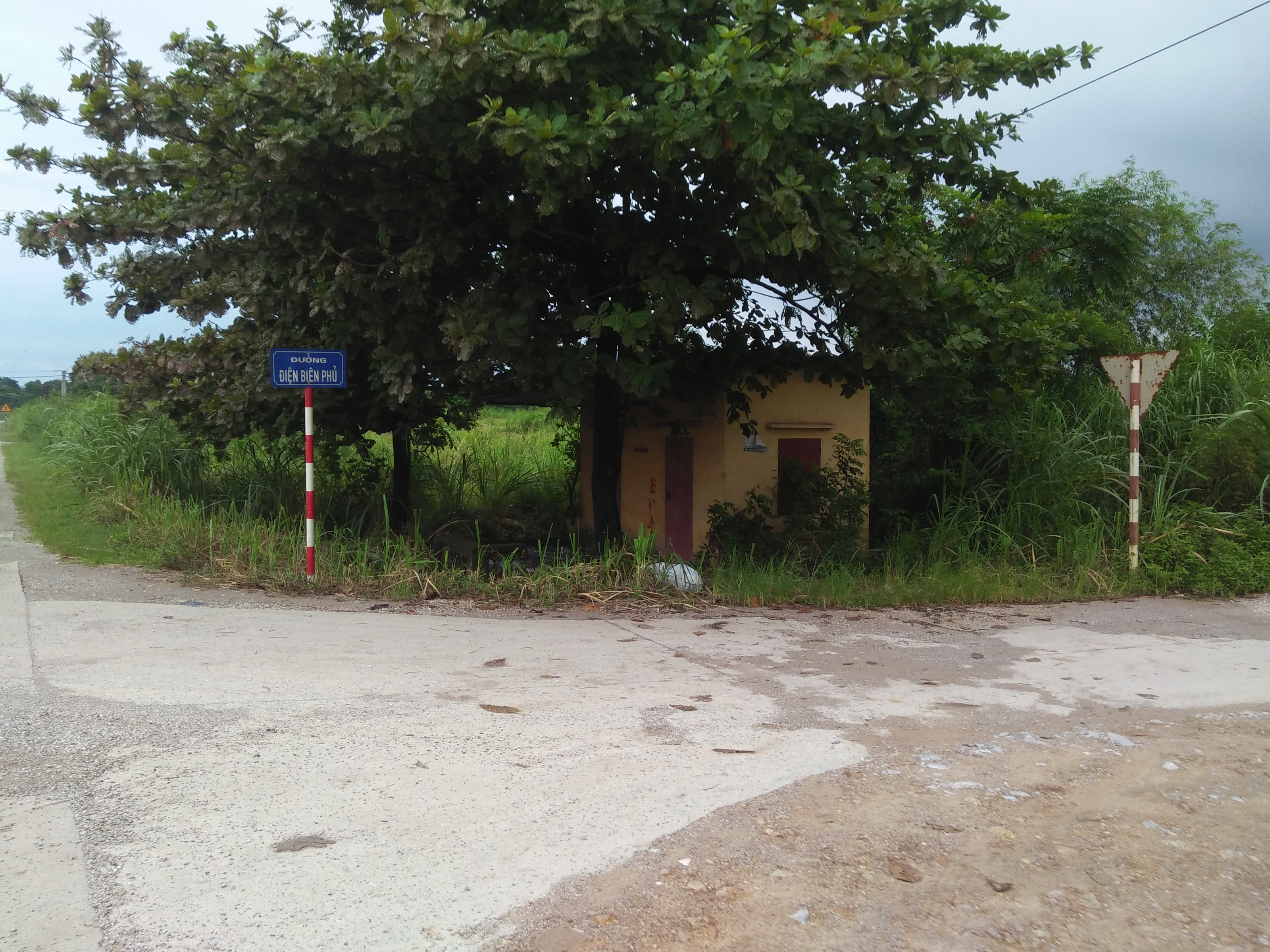
Đường Điện Biên Phủ
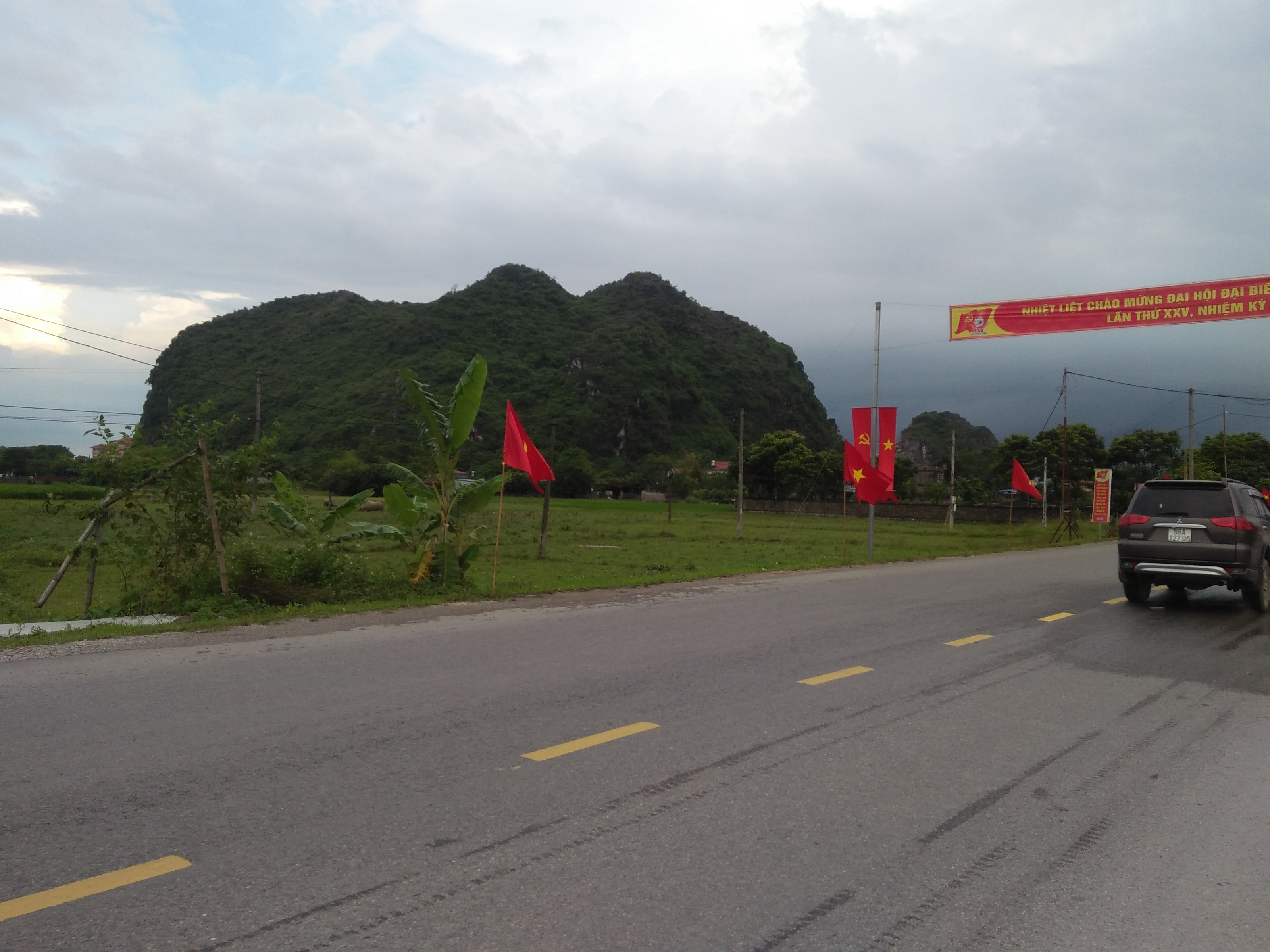
Mặt trước của Núi Voi, Đồng Hỷ
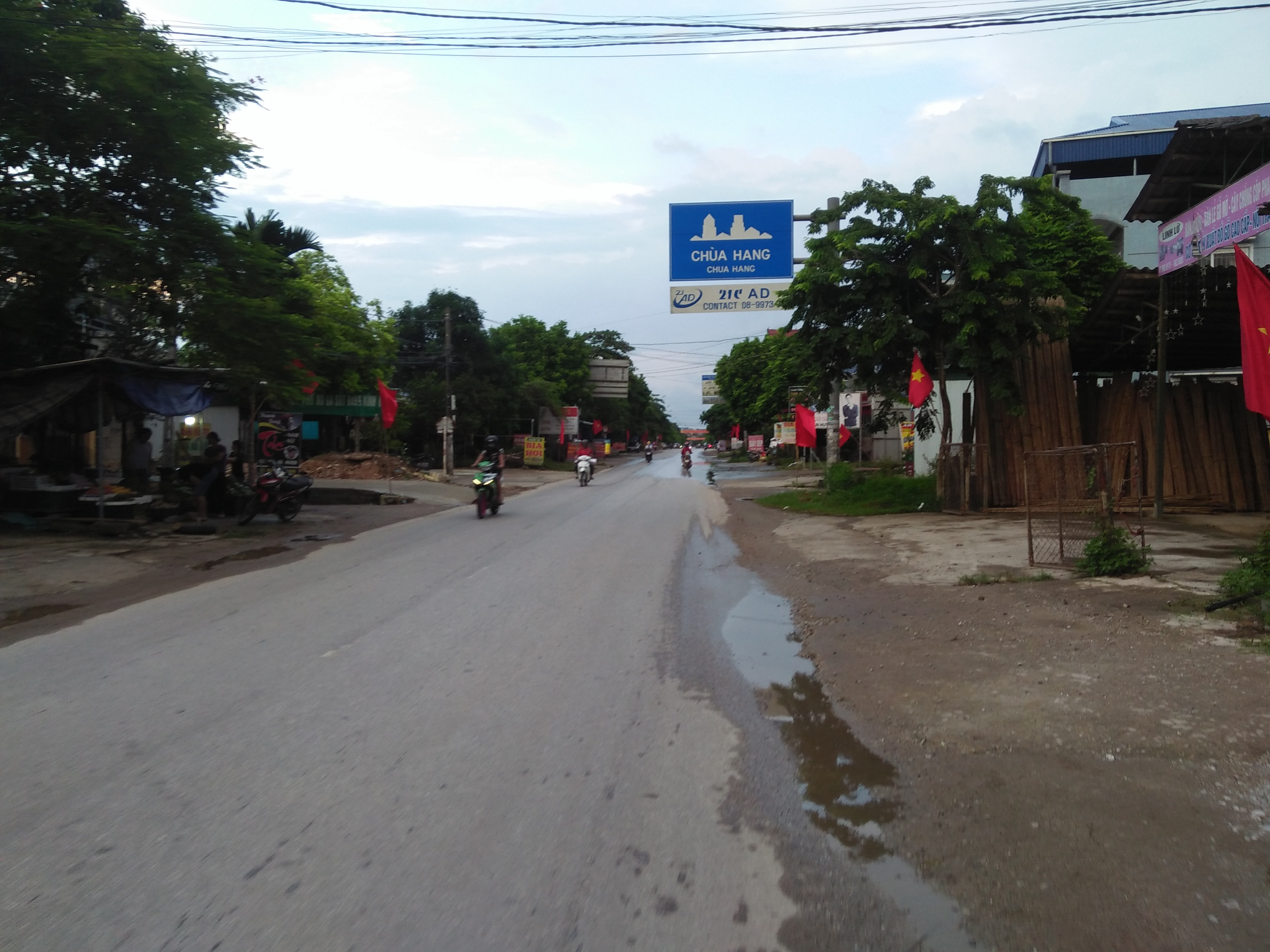
Khu đô thị Chùa Hang - Hóa Thượng tại xã Hóa Thượng
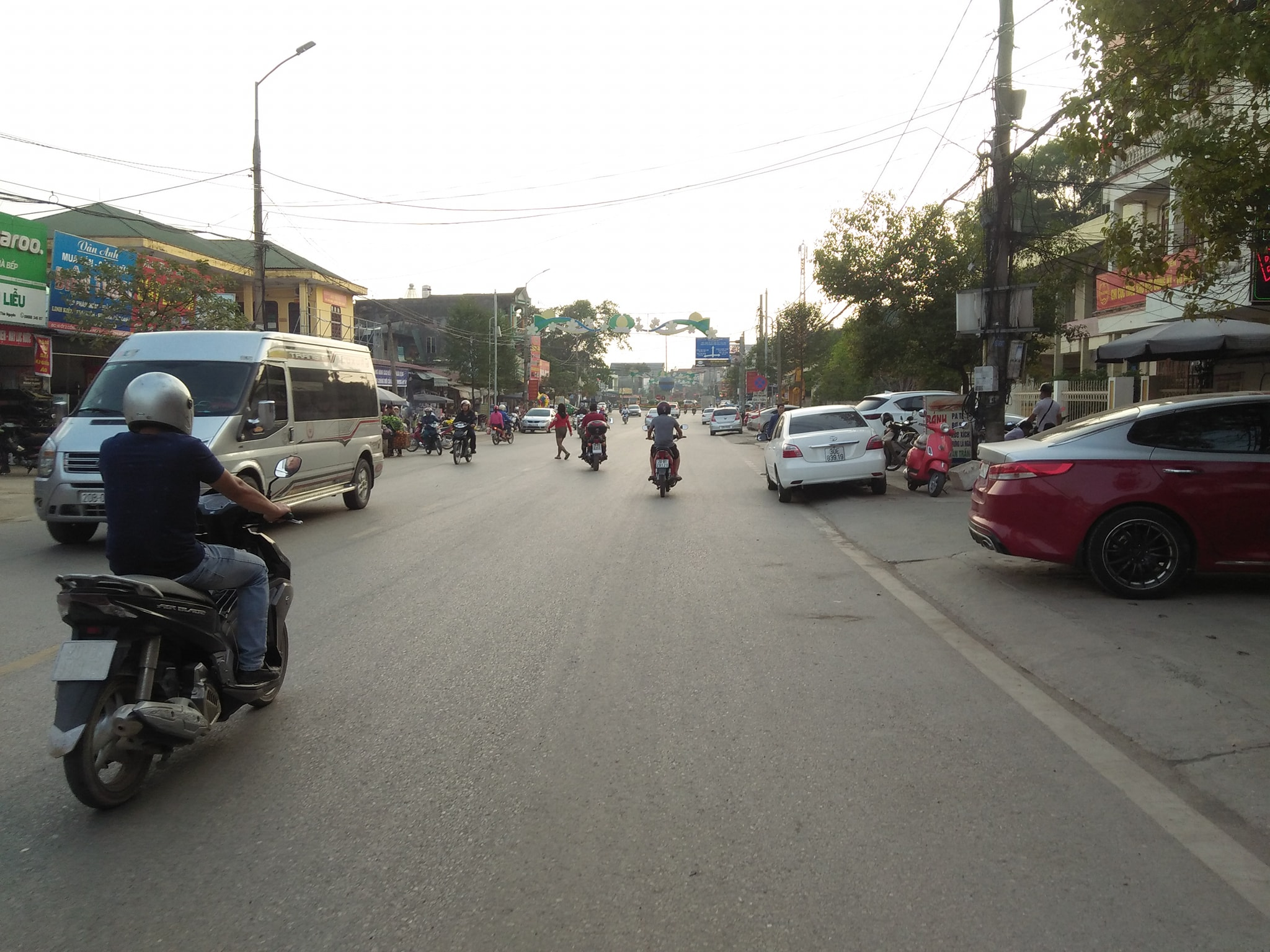
Ảnh chụp khu vực phía Đông Nam của xã Hóa Thượng, giáp ranh phường Chùa Hang
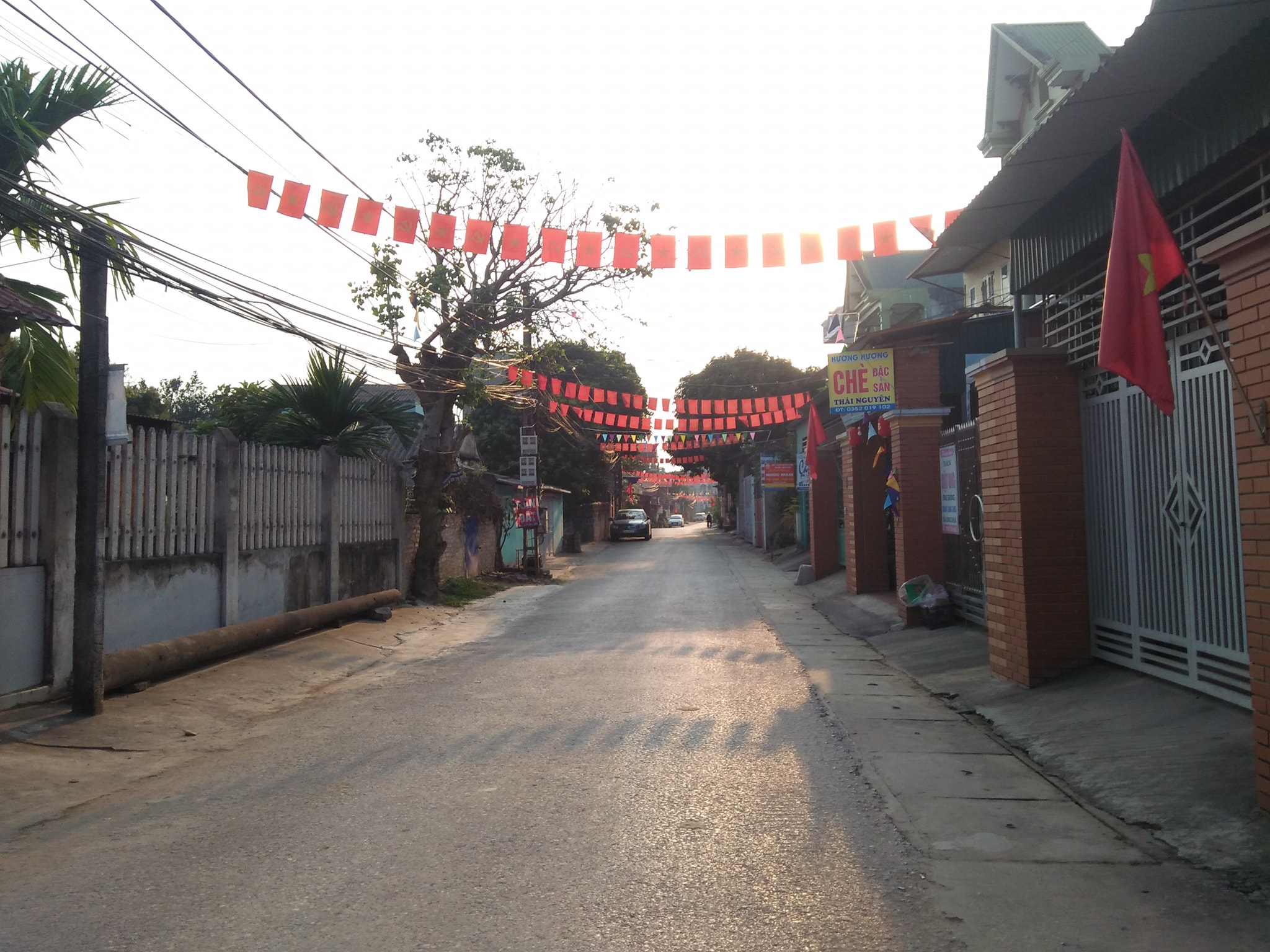
Khu dân cư xóm Hưng Thái, xã Hóa Thượng
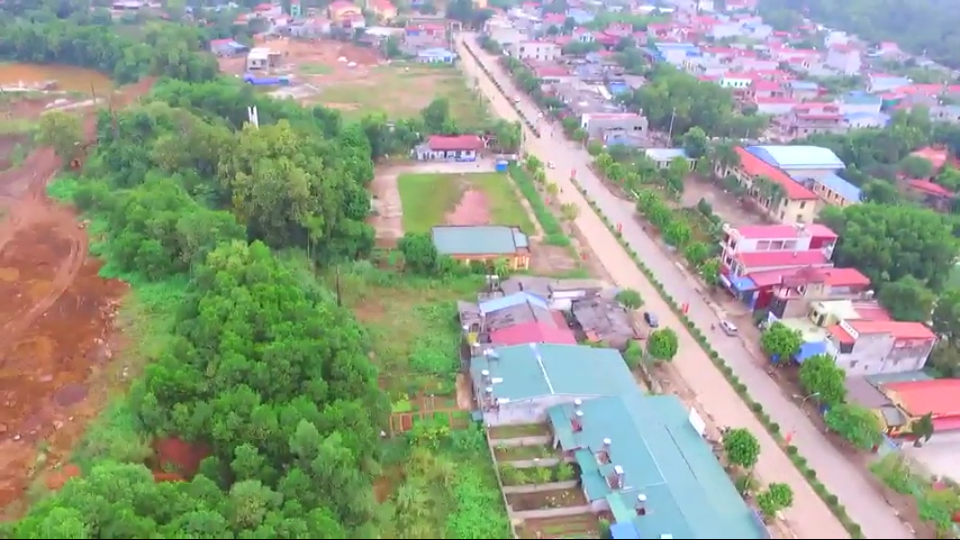
Một góc của thị trấn Trại Cau
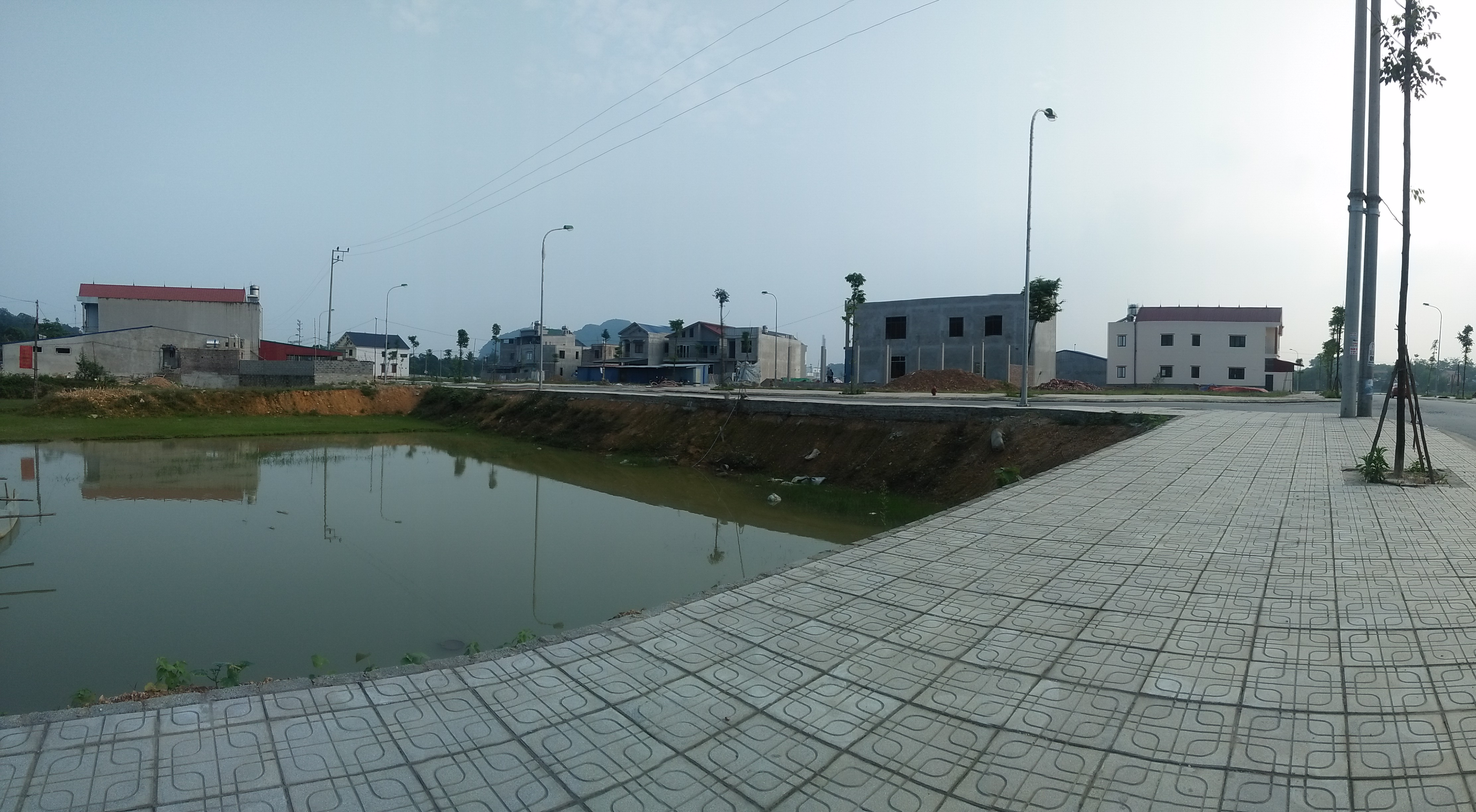
Toàn cảnh khu tái định cư mới huyện Đồng Hỷ
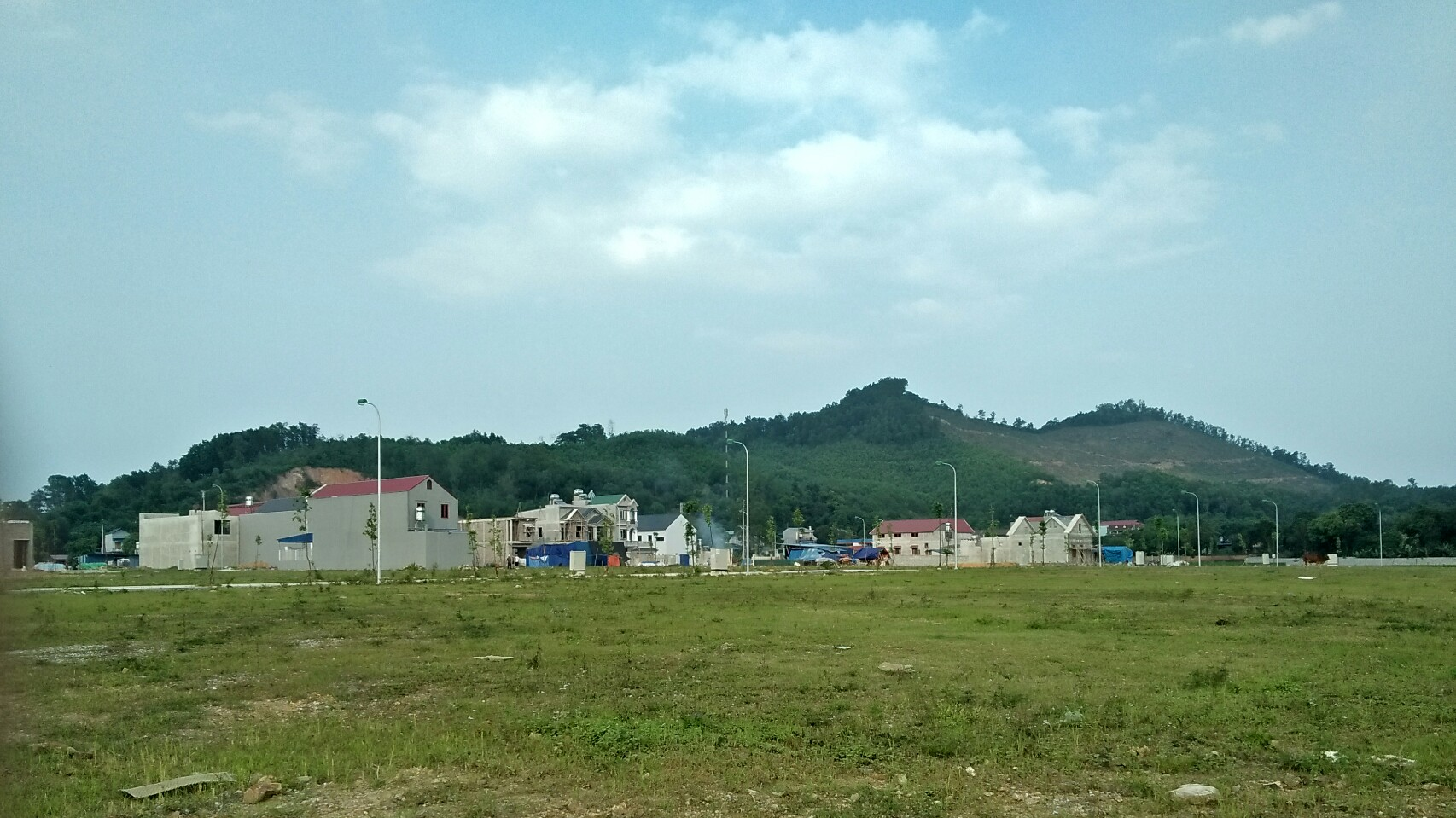
San lấp núi tại khu hành chính mới huyện Đồng Hỷ
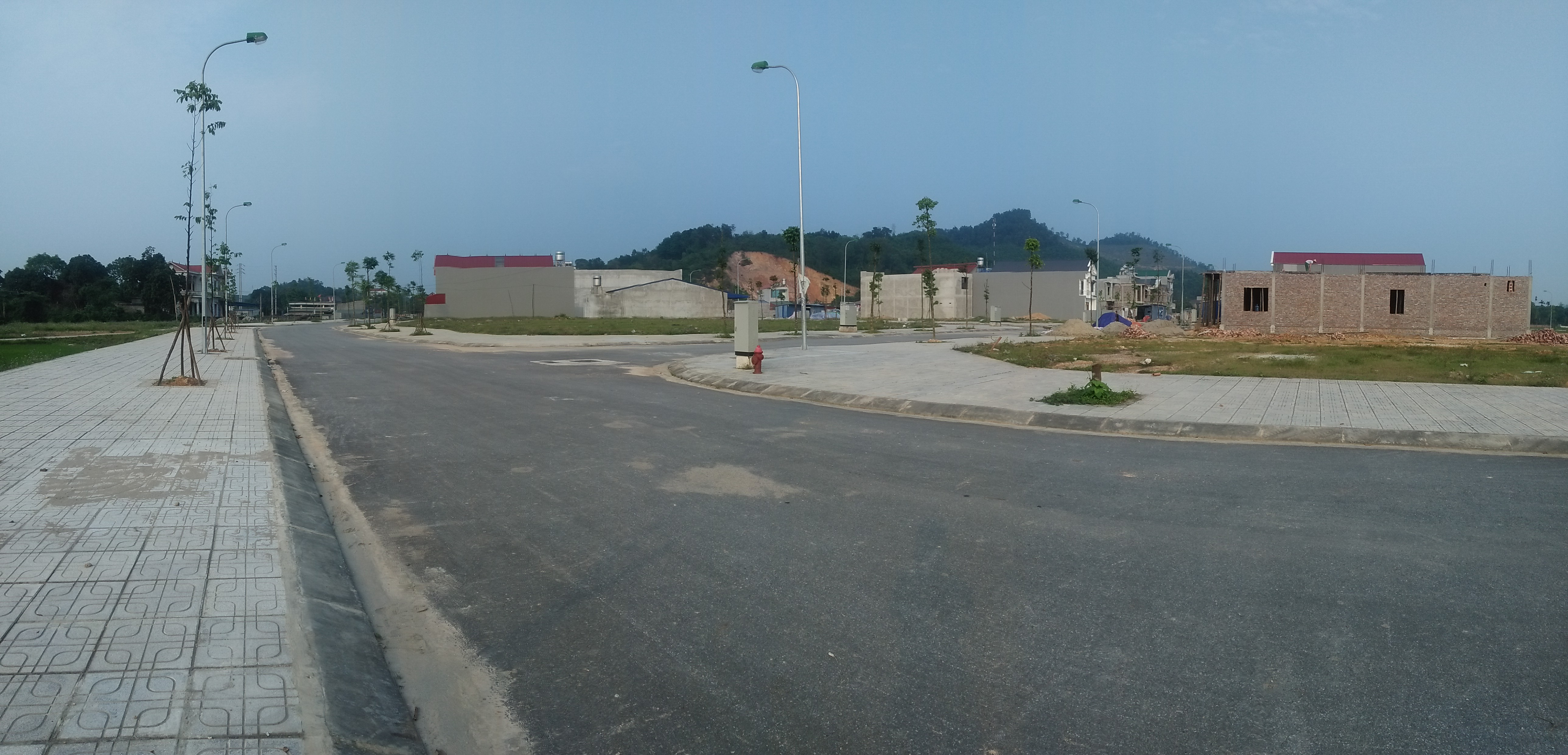
Dãy đồi núi phía sau khu TĐC đang được san bằng

## Làng nghề
Huyện có hơn 30 làng nghề chè và 1 làng nghề miến:
- Làng nghề miến Việt Cường
- Trồng và sơ chế chè tại nhiều thôn hoặc xã.